# 双林寺 (平遥)
37°10′15″N 112°07′30″E / 37.17083°N 112.12500°E
双林寺位于中华人民共和国山西省平遥县城西南6公里的桥头村，初名“中都寺”，是一座始建于北魏时期的佛寺。现存建筑主要为明清两代重修。双林寺内保存有大量彩塑作品，共有10座大殿、约2052尊彩塑像，包括佛、菩萨、罗汉、天王、力士等多种题材，被联合国教科文组织誉为“东方彩塑艺术长廊”。双林寺也是世界文化遗产“平遥古城”的一部分，在中国古代宗教、雕塑和建筑研究中具有较高的历史价值。

## 历史
双林寺初名中都寺，建寺年代没有确切记载。寺内现存北宋大中祥符四年（1011年）《姑姑之碑》记记载：“中都寺重修于北齐武平二年（571年）”。宋代取佛经“双林入灭”之说，更名双林寺。辽时又称清水院。寺后经过金，元，明，清重修，目前大部分建筑和塑像为明代或清代。
双林寺占地约15000平方米，坐北朝南，禅院在东，寺院居西，中轴线自南至北依次为堡门、天王殿、释迦殿、大雄宝殿、娘娘殿，两侧有地藏殿和土地殿、罗汉殿和迦蓝殿、钟楼、鼓楼、千佛殿、菩萨殿、贞义祠。寺内现存彩塑2052尊（完好塑像1566尊），大小各异，艺术价值极高，是元明彩塑的精华。

## 建筑和塑像
双林寺坐北朝南，寺占地面积约为一万五千平方米。其沿中轴线坐落着三进院落，寺外围围夯土墙（明代所建）。夯土墙上置箭垛。
殿内的彩塑泥土都是使用当地一种粘性很强的红胶泥土，干后能坚硬如石，经久不裂。泥塑干透后，先用胶矾水刷，干后用鸡蛋青加胶水配制大白粉涂刷，用棉花或白布反复擦抹，直至擦出光泽，最后可进行石色彩画，所以彩塑身上的衣、裙均色彩艳丽。殿内的塑像无论大小，眼珠都用琉璃烧制，不论你走在哪个方位，他都在看着你；黑暗中好似两颗眸子真在闪动，令游客万般惊讶。正对山门的天王殿檐廊下塑四大金刚，每尊高约三米，成一字排开，这些护法力士的形象雄伟逼真，威武有力。殿内天冠弥勒菩萨结跏居中而坐，帝释、梵天胁侍左右，南墙倒座四大天王，此墙两侧为八大菩萨。殿中塑像风格都很写实，造像沿用较早期形象，给人以古朴的感觉。
穿过天王殿，北面为释迦殿，是主殿之一，殿内释迦牟尼端坐正中，文殊、普贤二菩萨胁侍左右。殿堂后壁的渡海观音雕像精妙绝伦，这尊观音在16罗汉护持下普渡苦海。她安详地端坐于莲瓣之上，漂浮于大海波涛之中，飘带飞舞，身后十六罗汉护驾，各登鱼鳖龙鳌，产生以动寓静、乘浪而行的动感效果。

### 天王殿
穿过堡门便是双林寺的第一进院。天王殿面阔五间，进深三间。殿前廊檐下泥塑四大金刚，每尊约高3米。

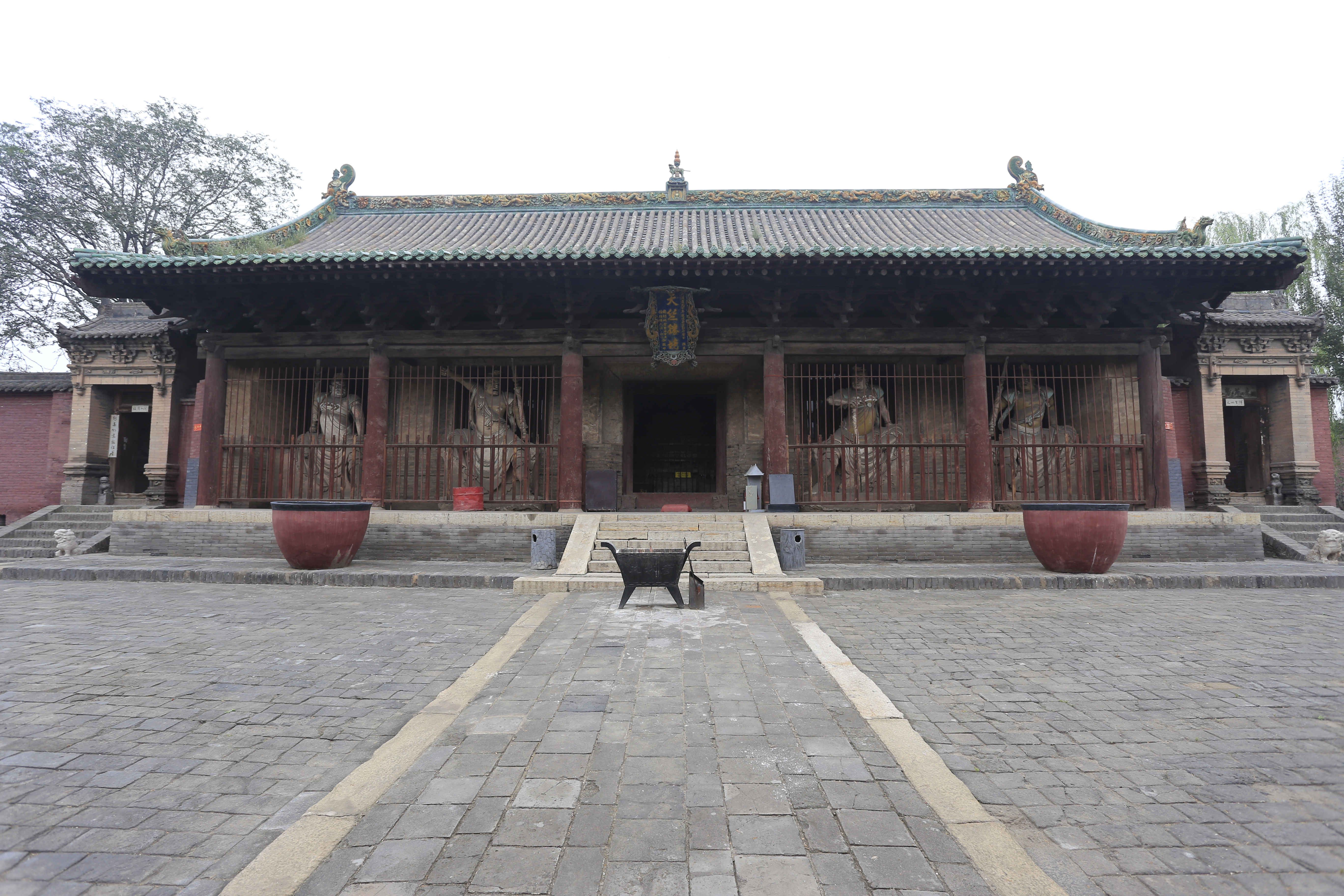
天王殿
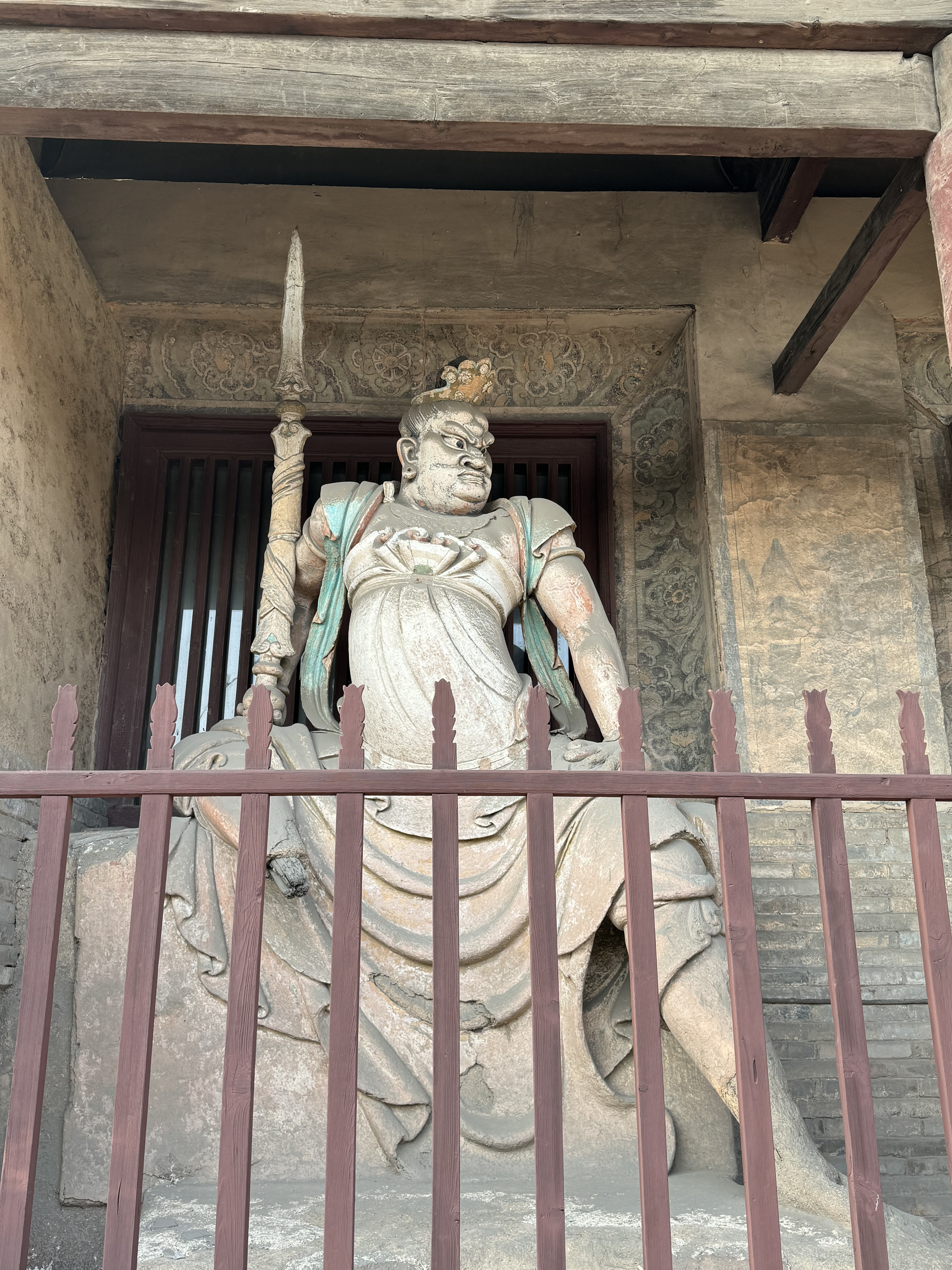
殿最左侧金刚
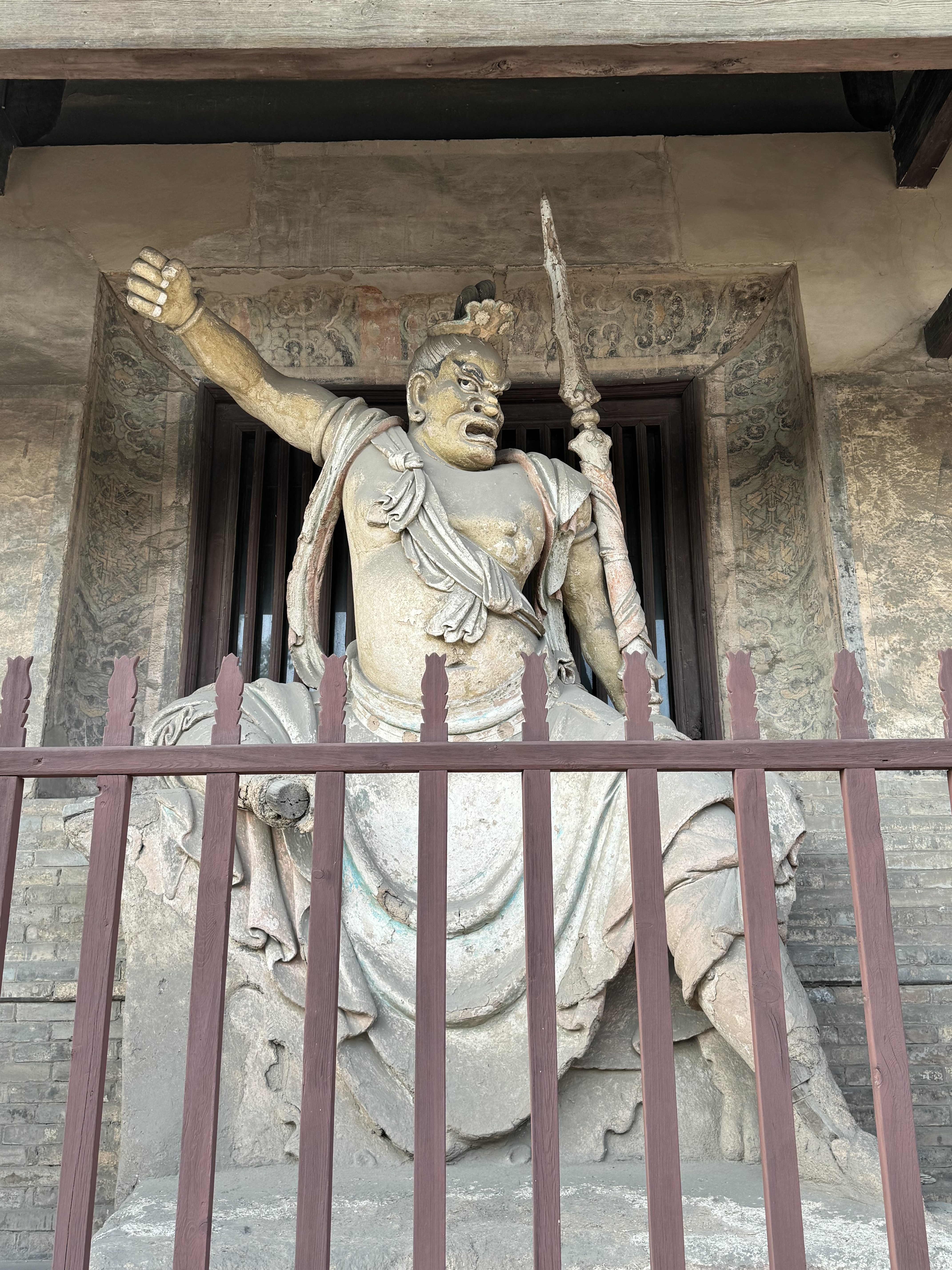
殿当心间左侧金刚
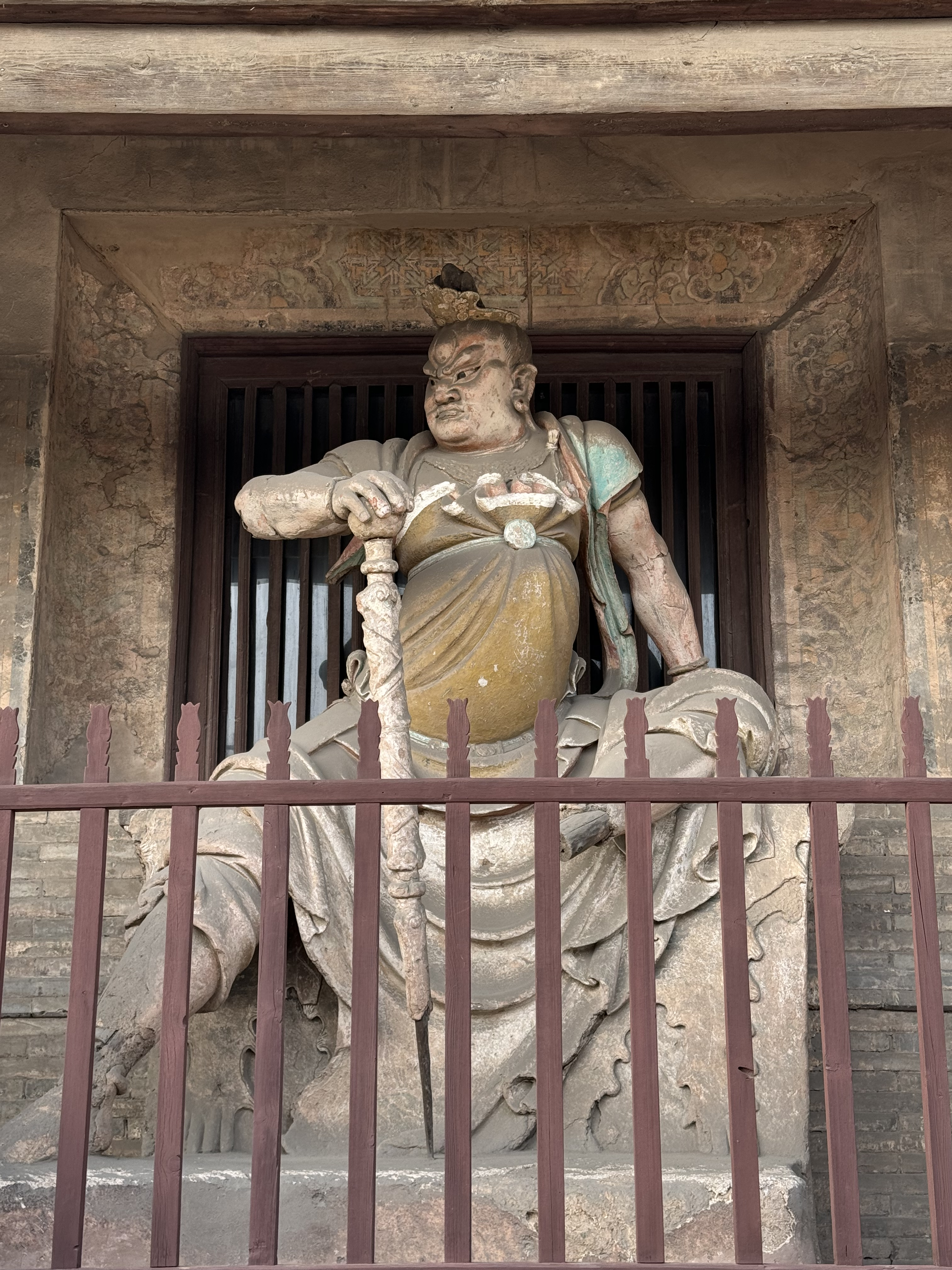
殿当心间右侧金刚
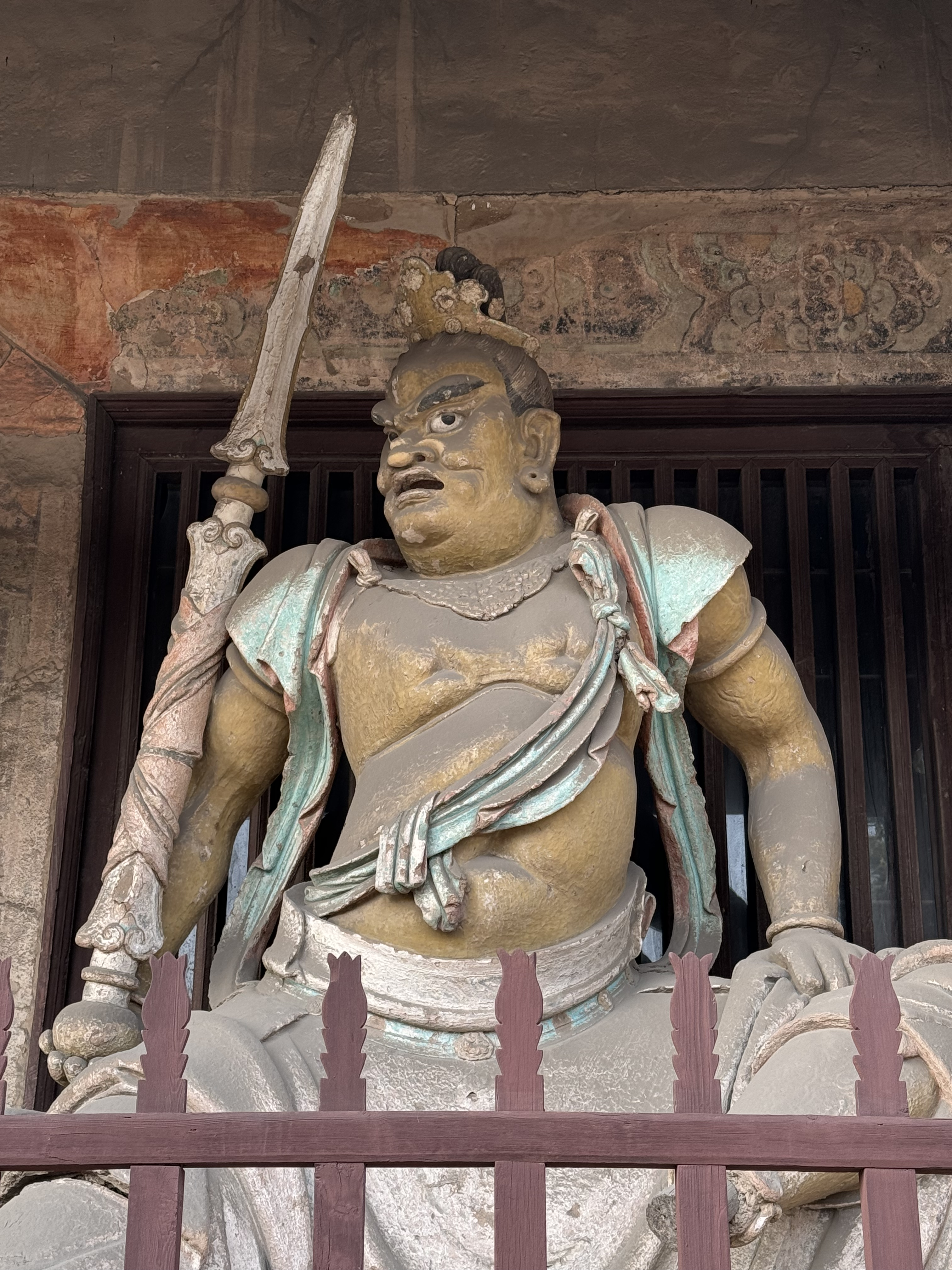
殿最右侧金刚

#### 天王殿内塑像

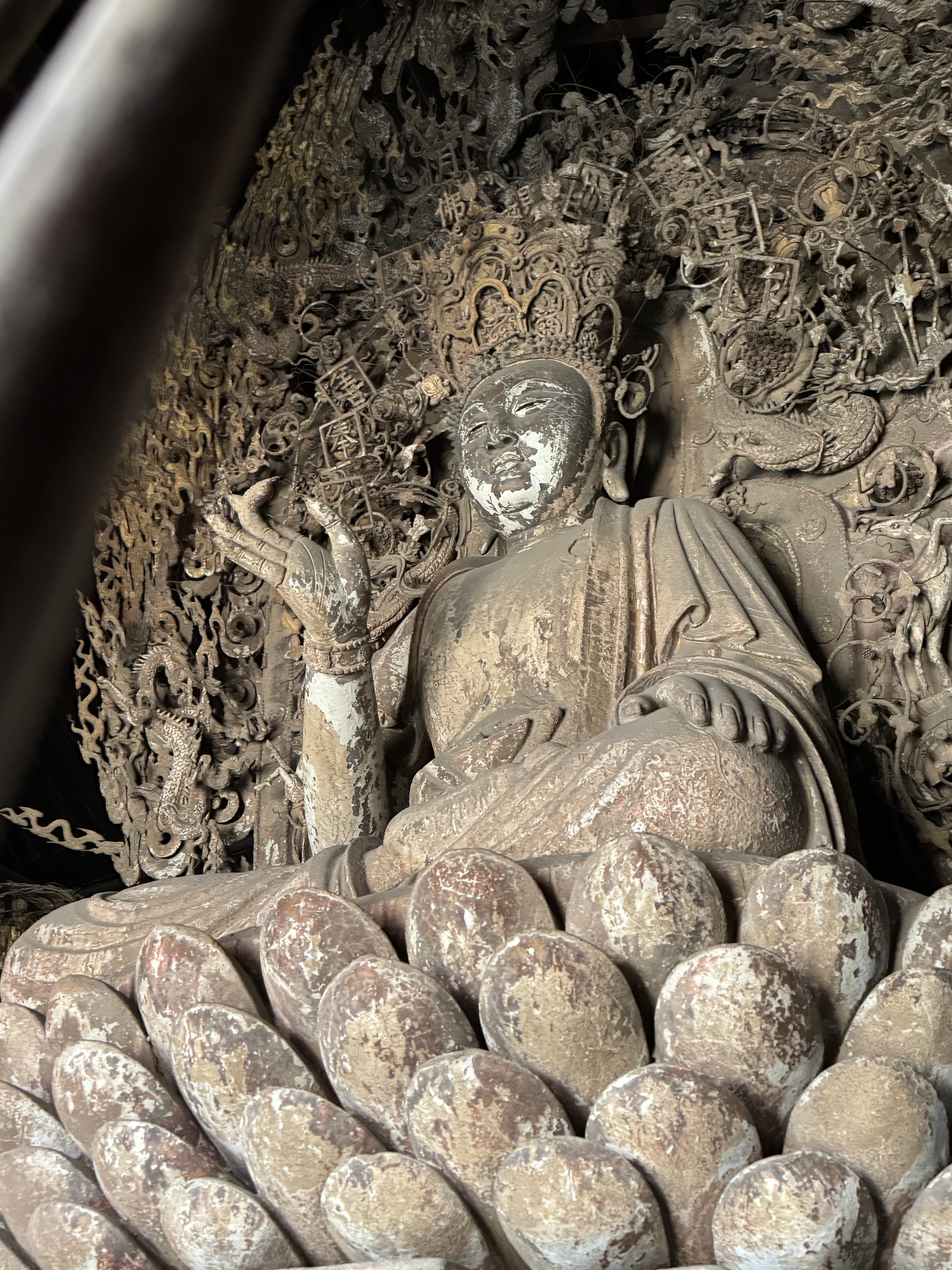
天王殿弥勒菩萨

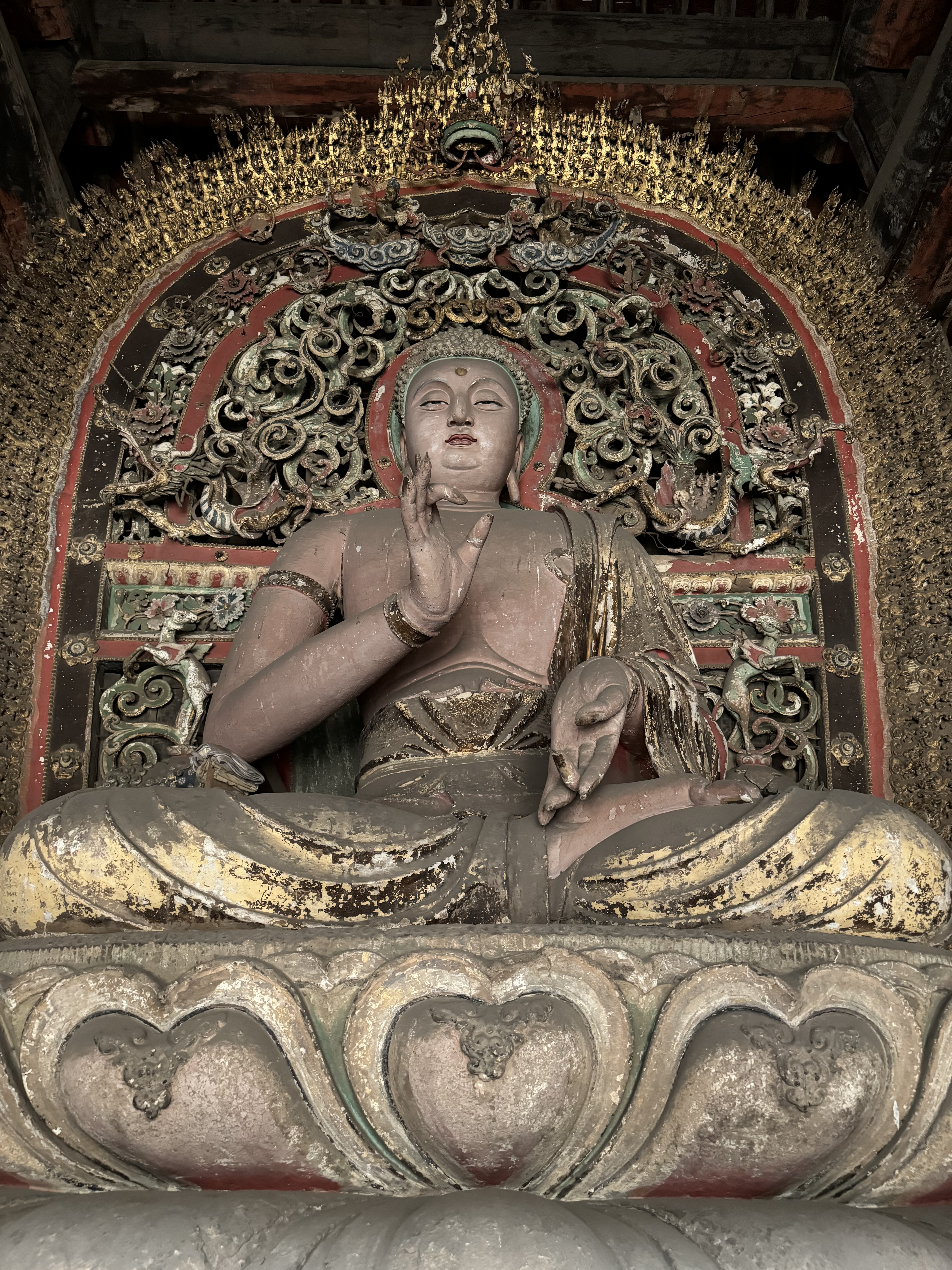
释迦殿释迦牟尼佛

天王殿内，弥勒菩萨居中，高2.2米。弥勒左右帝釋天和大梵天作为胁侍，高约1.75米。南墙塑有四大天王，北墙两侧为八大菩萨。

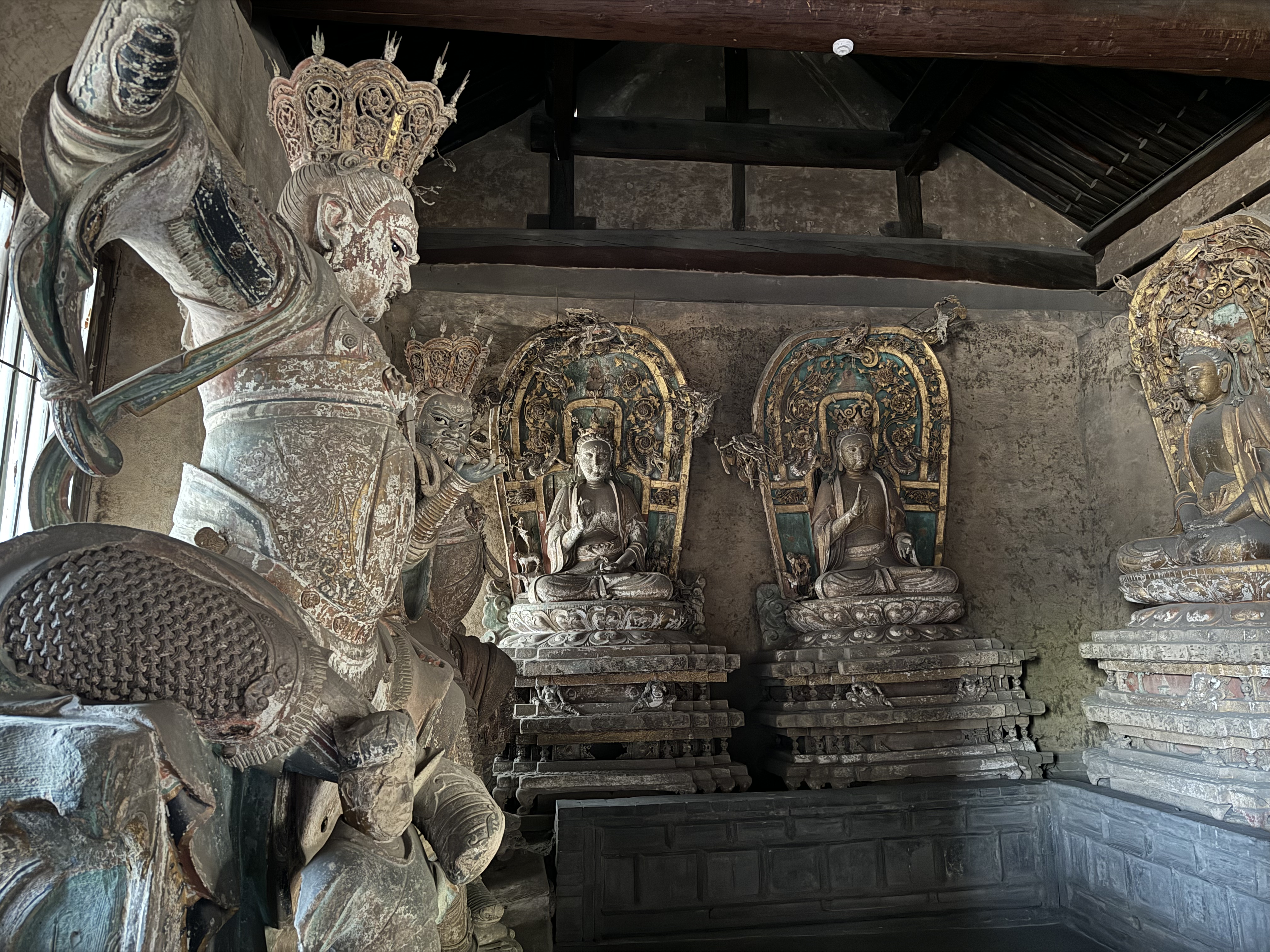
殿左侧天王
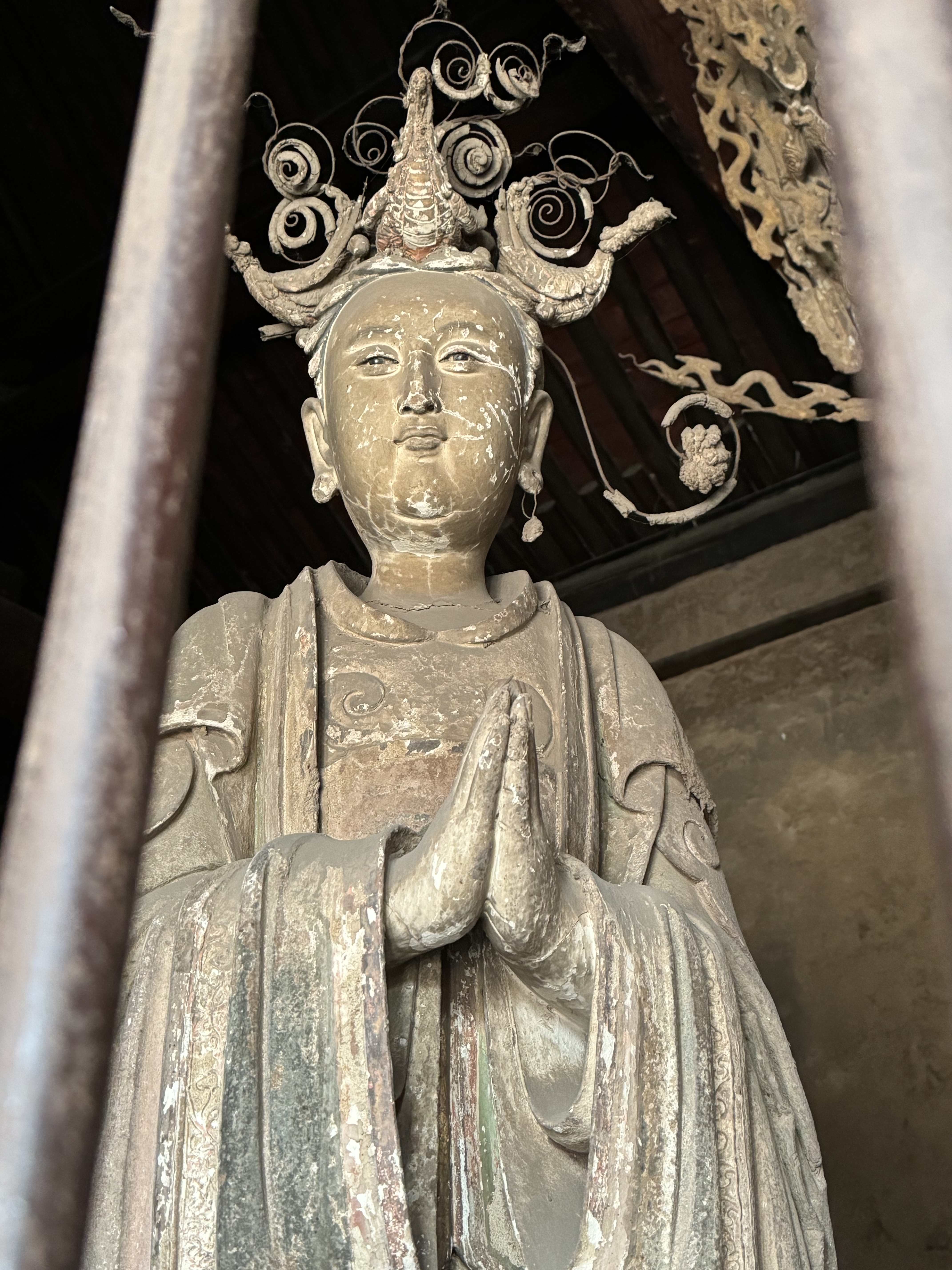
弥勒左侧帝释天
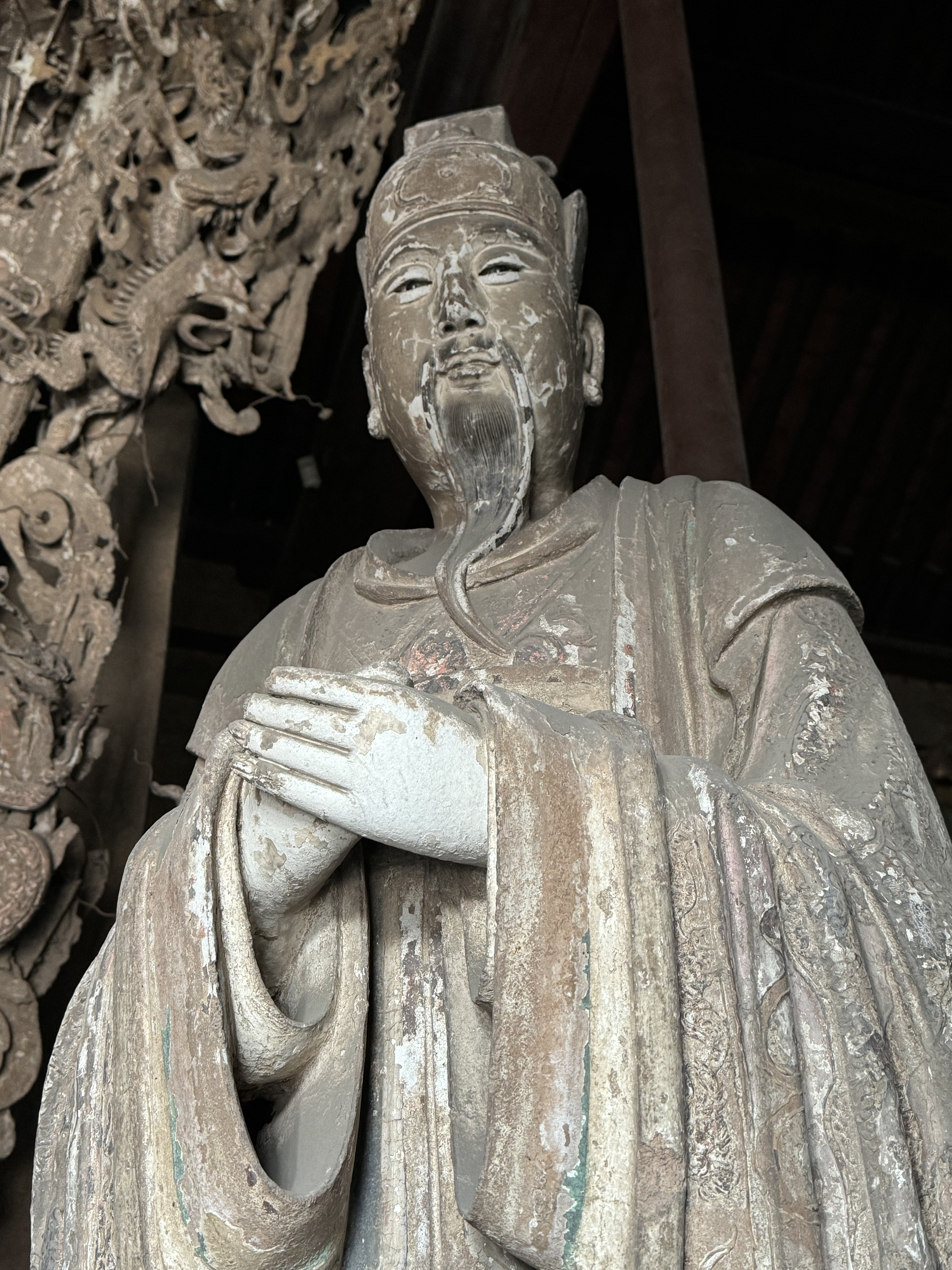
弥勒右侧大梵天
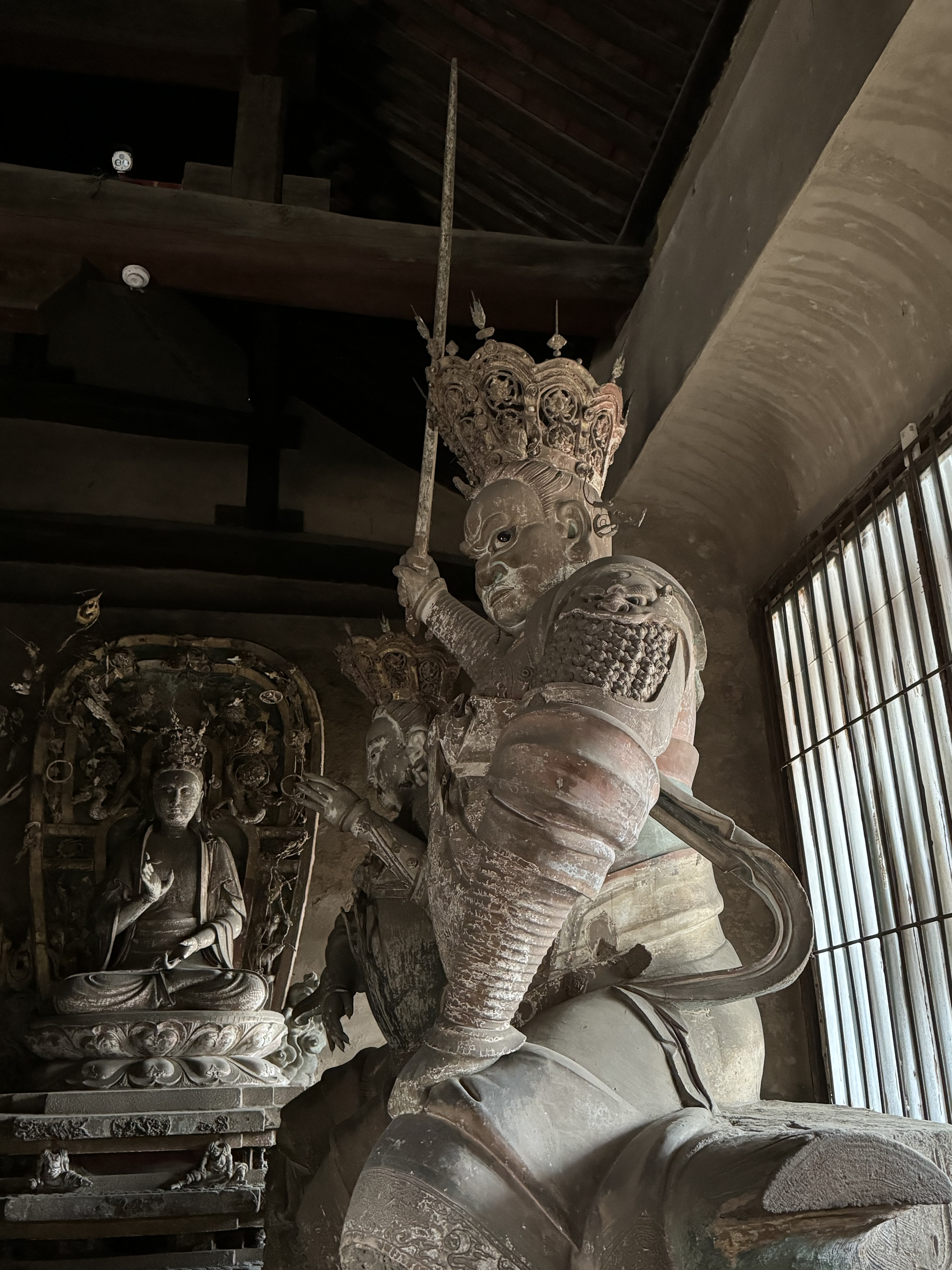
殿右侧天王
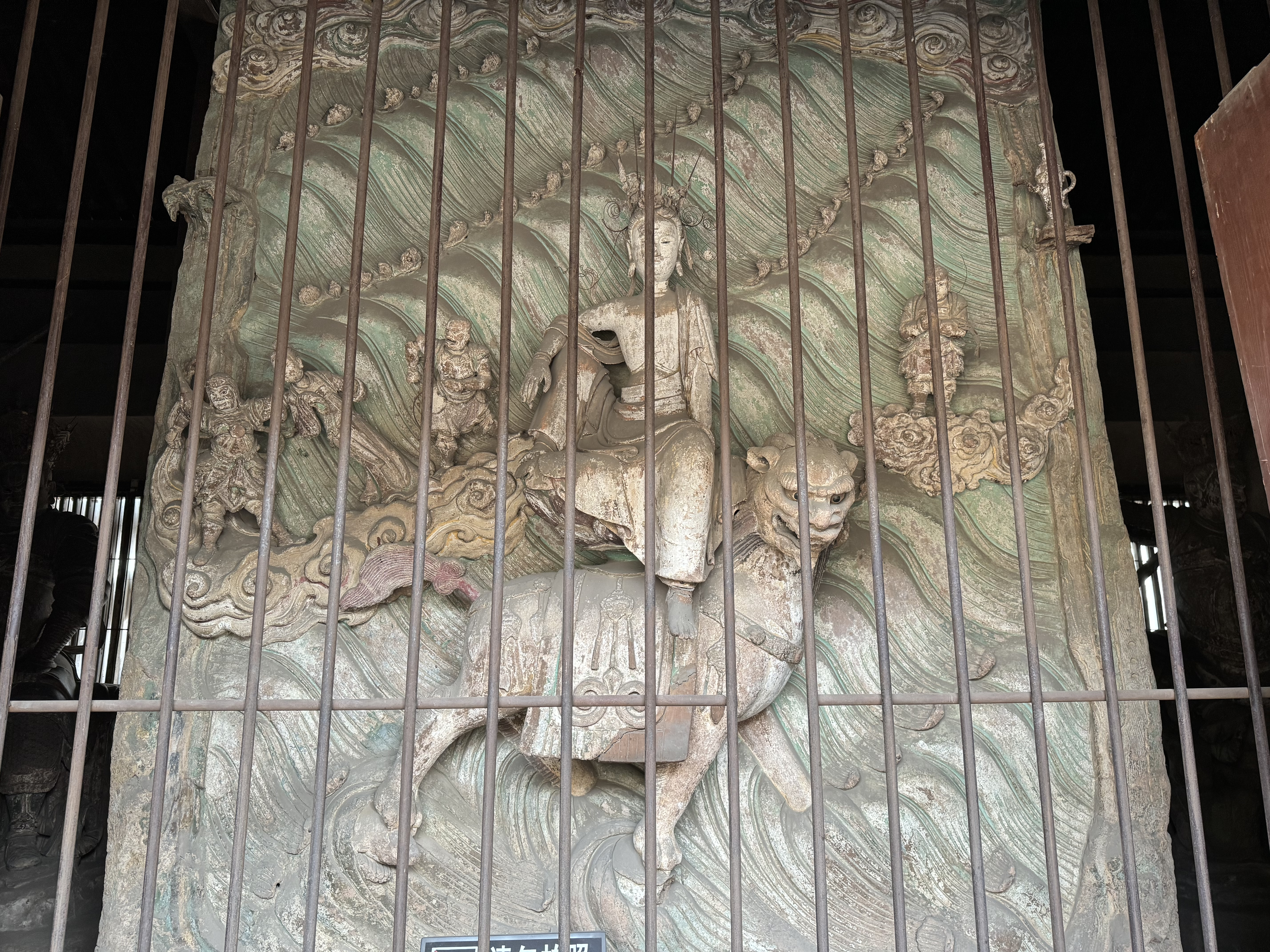
殿背面观音塑像

### 释迦殿

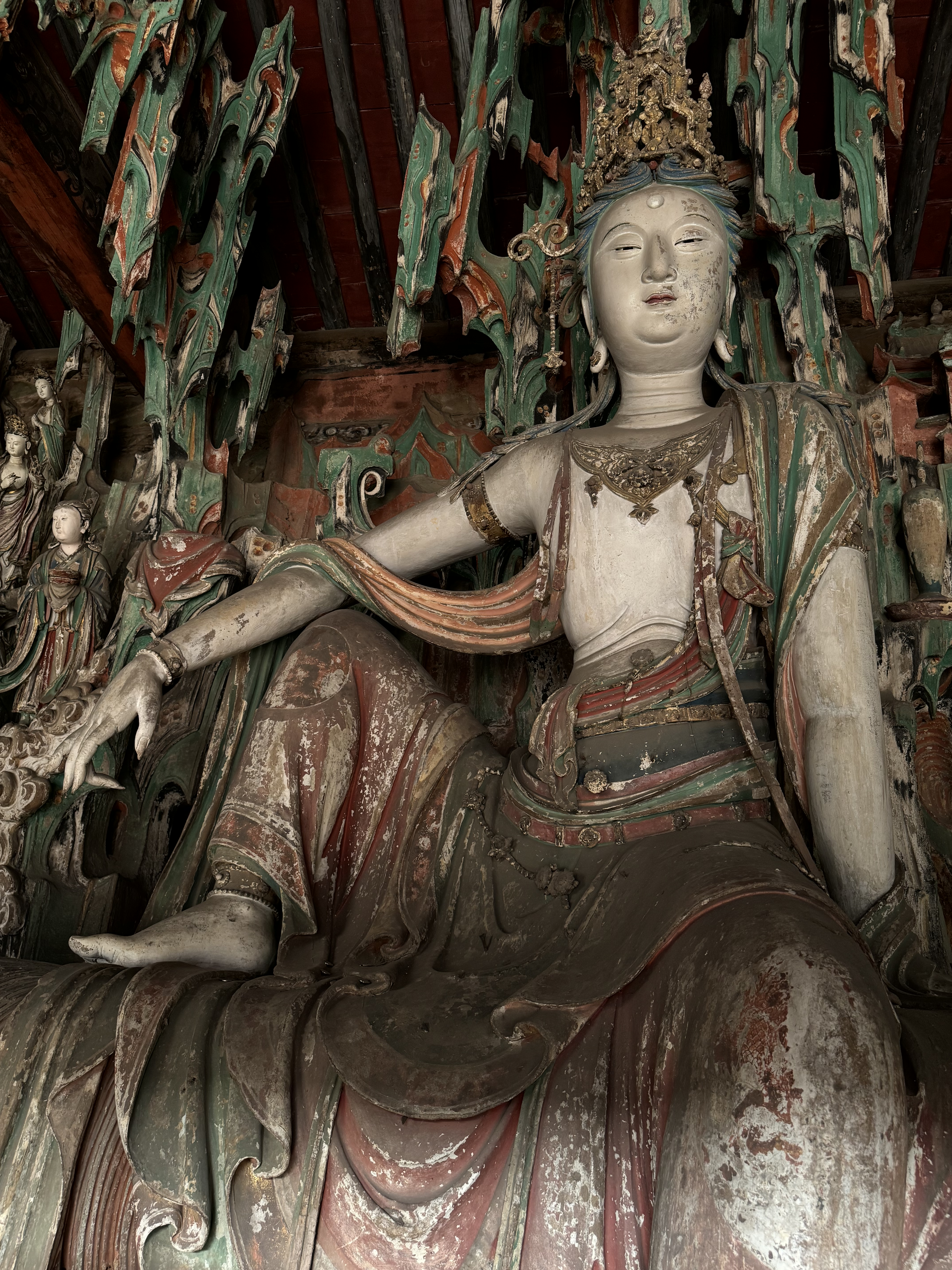
千佛殿自在观音

释迦殿面阔五间，进深四间。释迦殿内中心塑释迦佛，左右胁侍文殊和普贤菩萨。释迦佛高约5米，文殊和普贤各高2.05米。殿内壁塑“佛本行故事”，内容为佛传上所选作的48铺。48铺分布于殿内东，北，西三壁。48铺由东至西，分四层，一至三层，每层高0.93米。48铺其中塑造人物多达二百多尊，人物高约0.2至0.4米。释迦殿主尊背壁后为一叶观音，高3.4米。观世音菩萨为摄化众生而自在示现三十三种妙相，第十三种形象即为一叶观音。观音四周塑罗汉，护持菩萨，韦驮，骑兽六臂明王五尊。

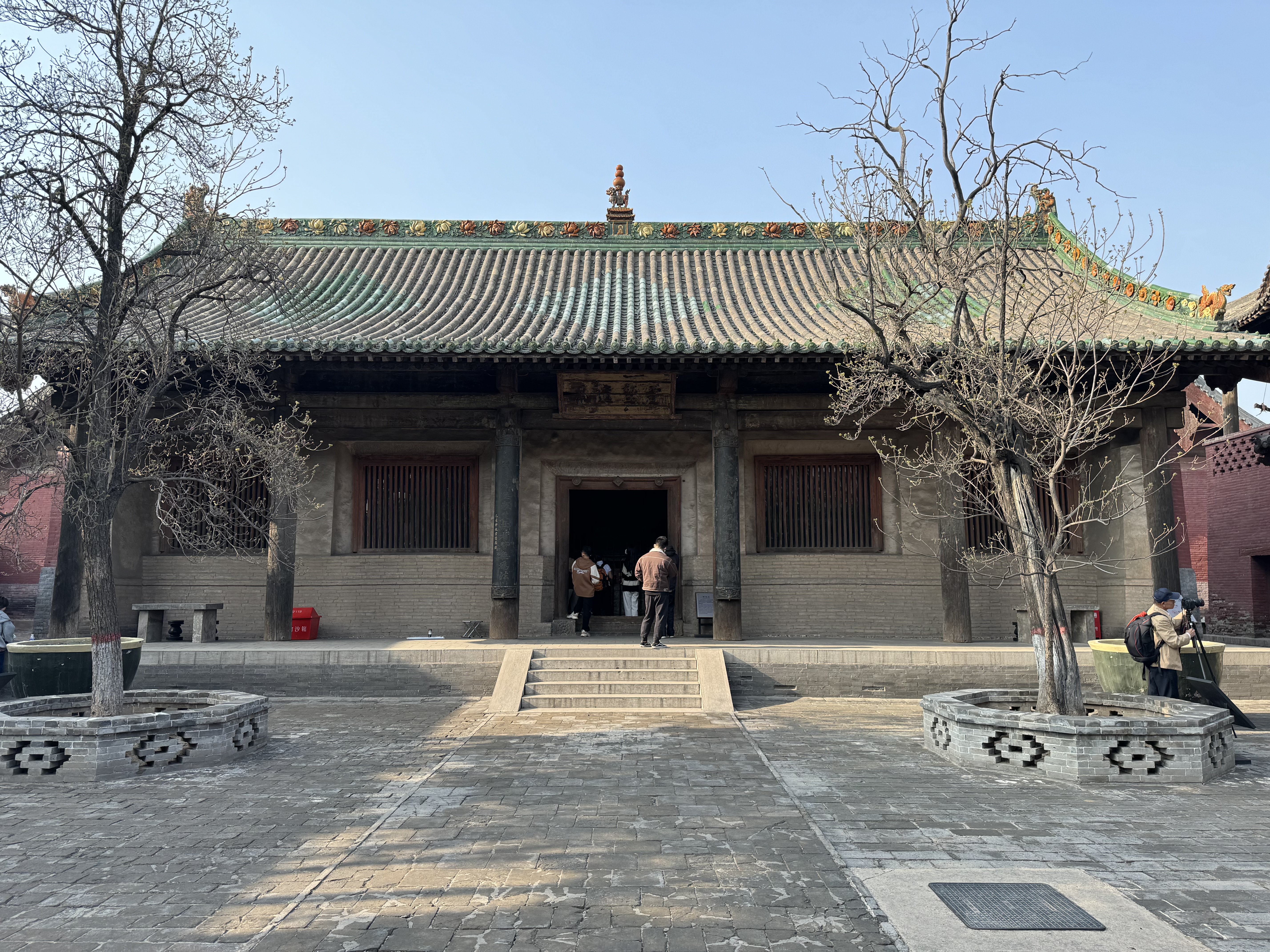
释迦殿
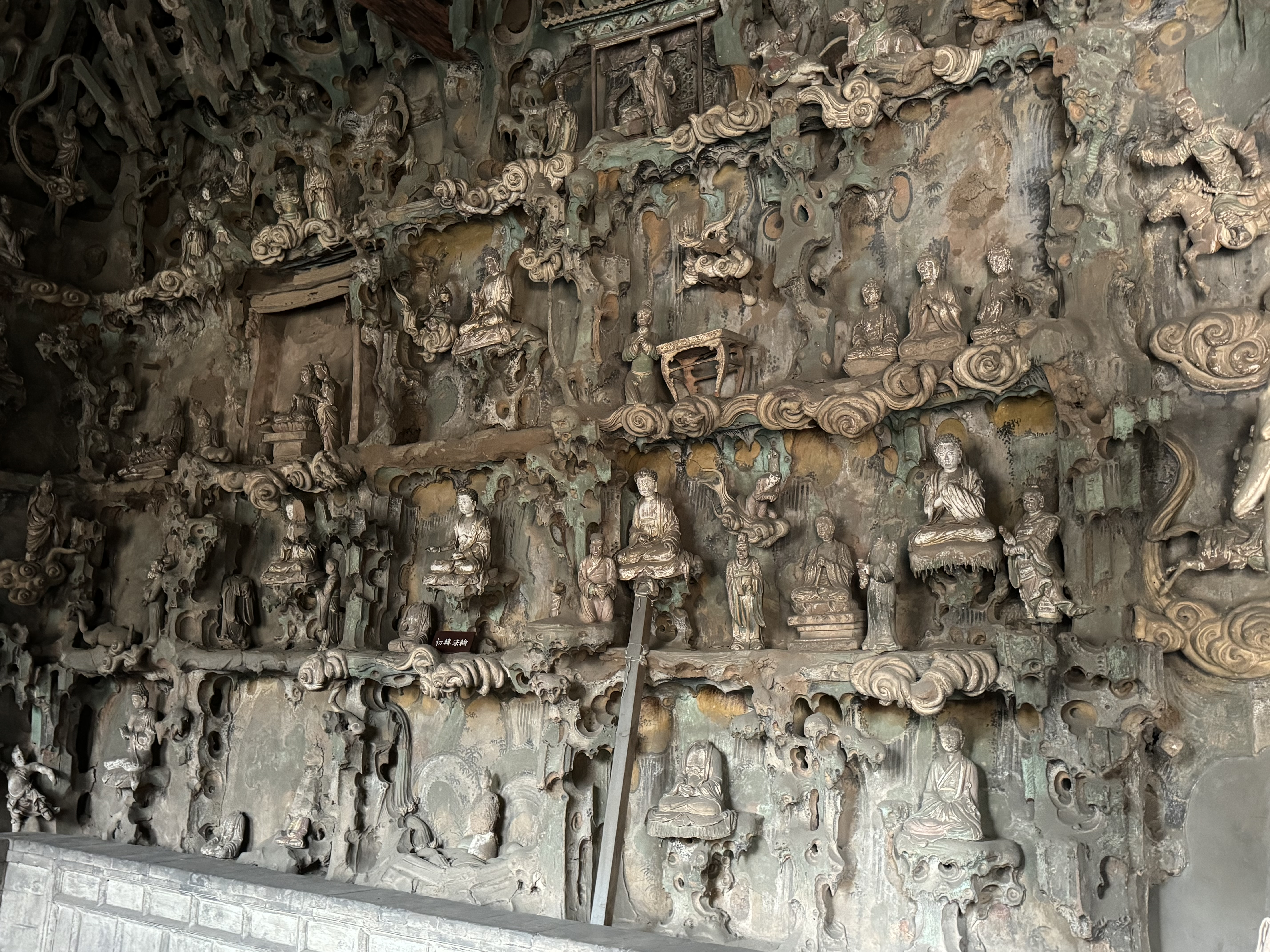
殿北壁左侧塑像
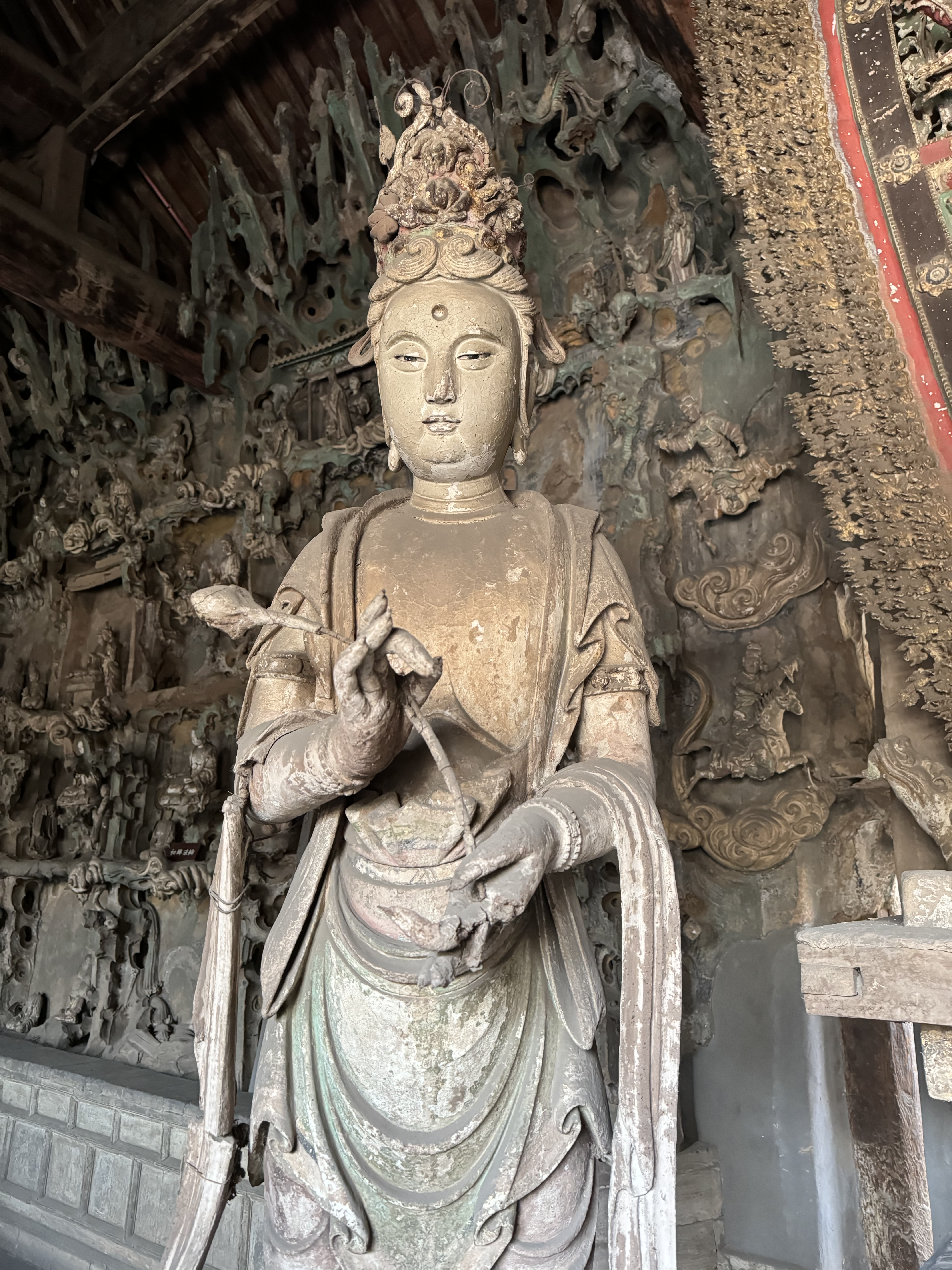
左文殊菩萨
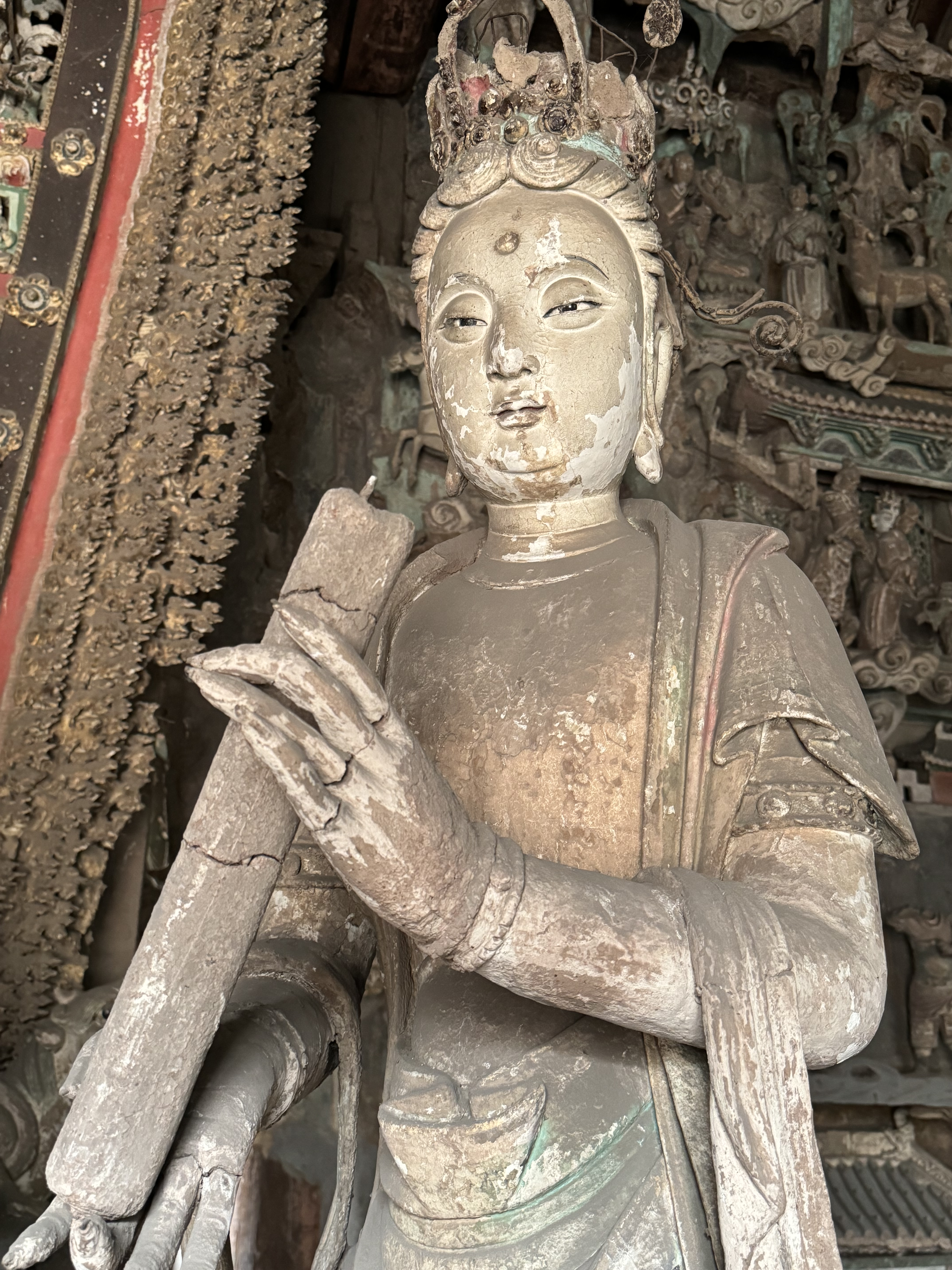
右普贤菩萨
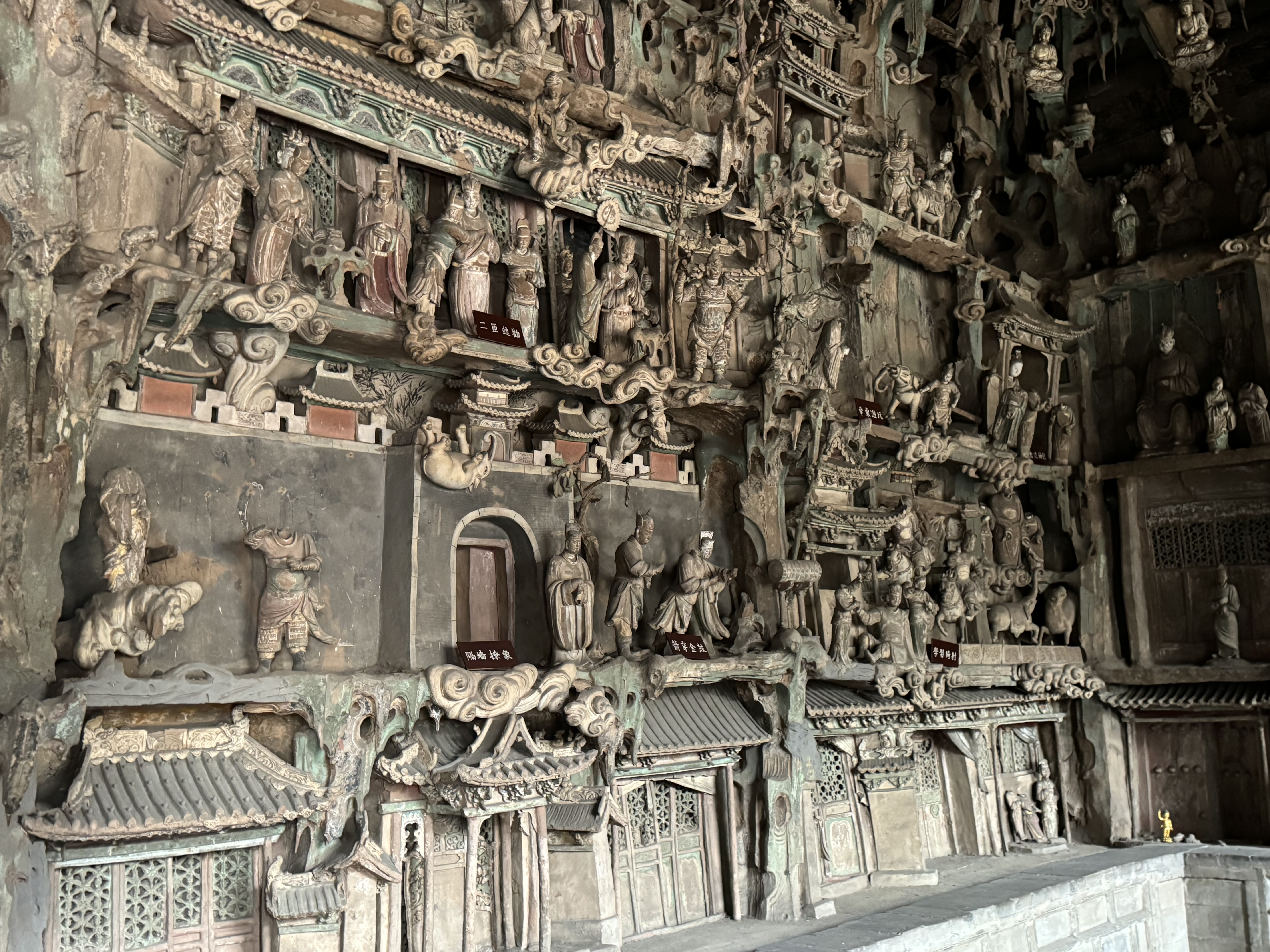
殿北壁右侧塑像
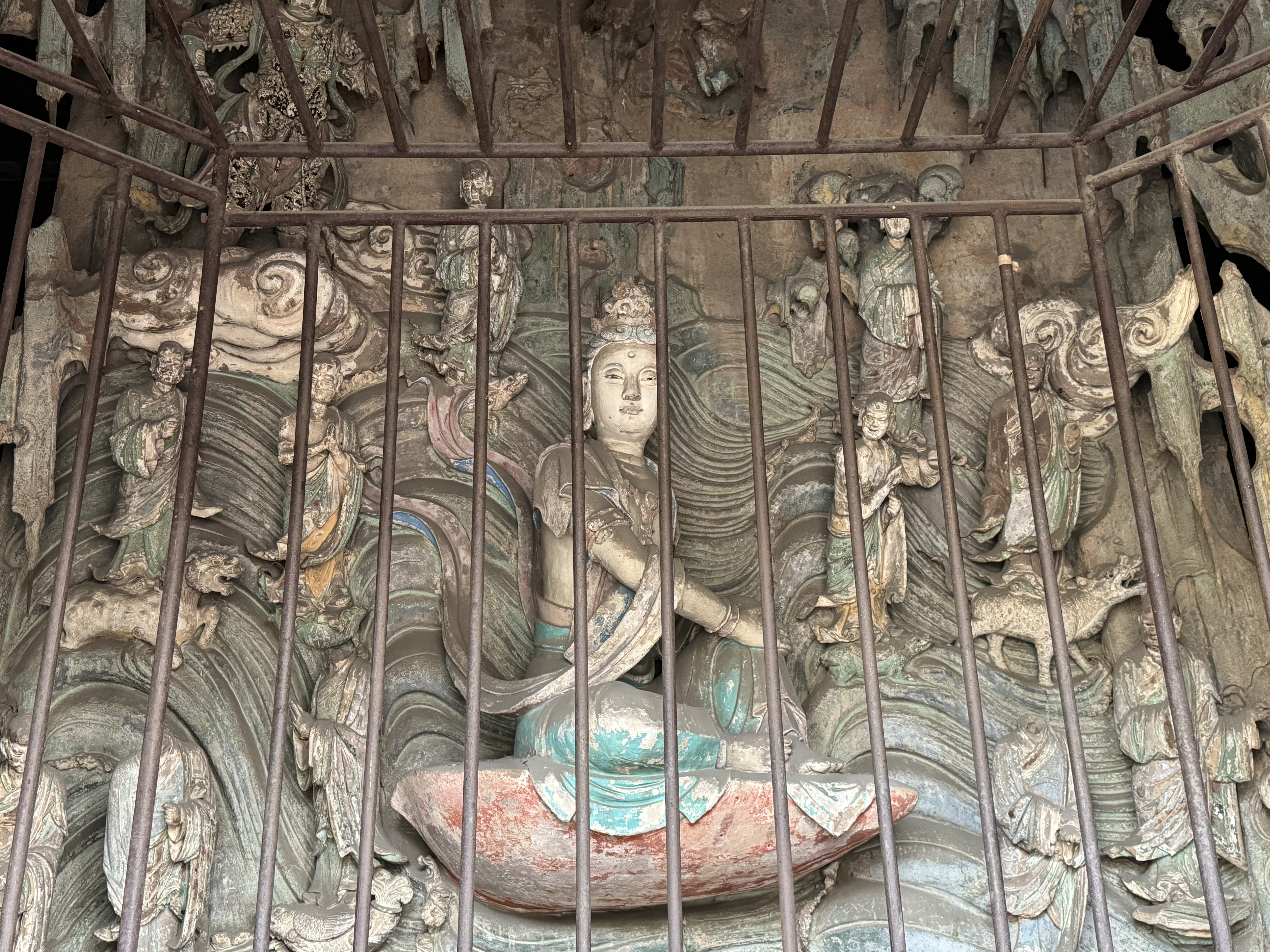
殿背面观音塑像

### 千佛殿

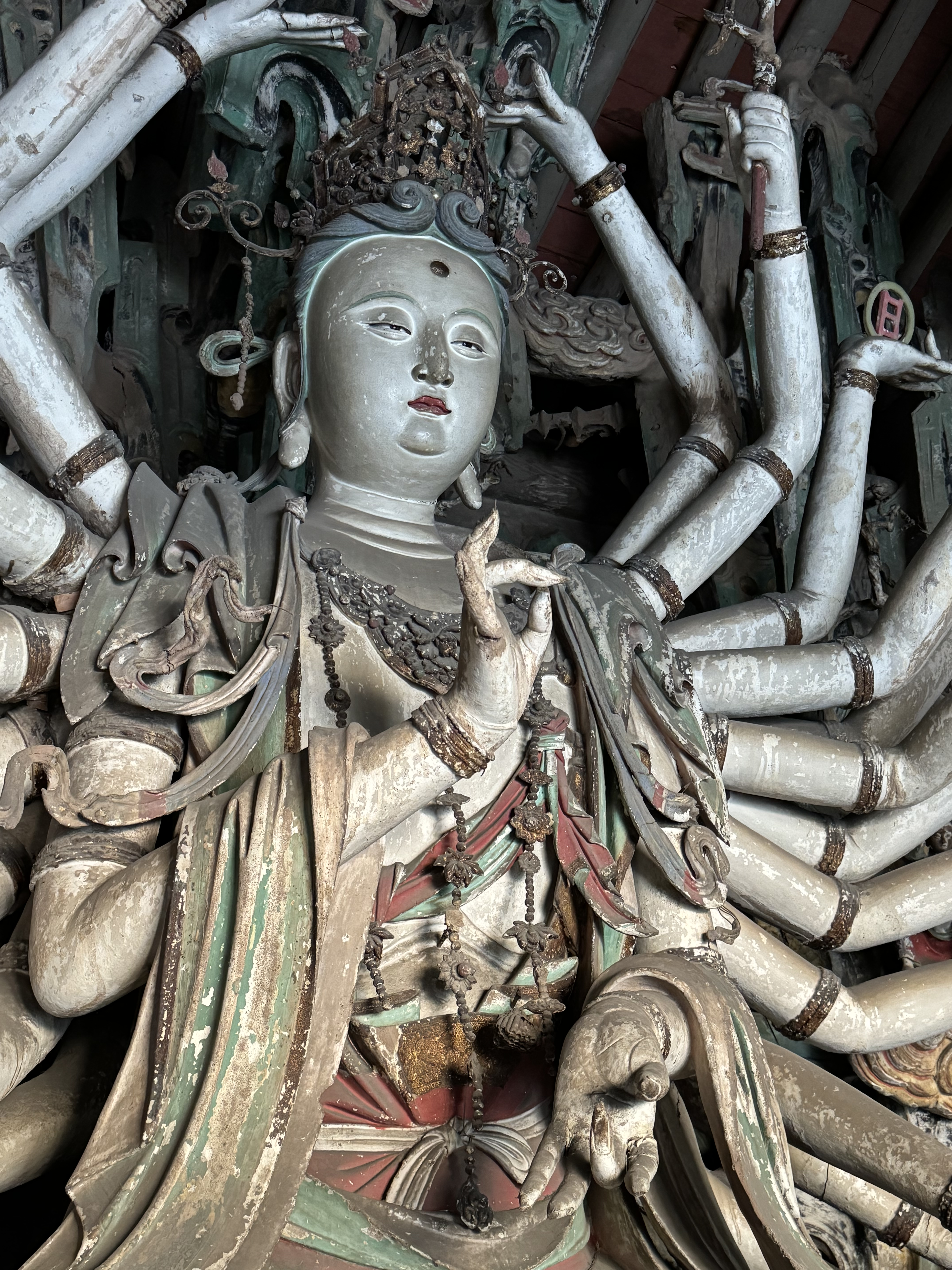
菩萨殿二十六臂观音菩萨

千佛殿面阔七间。干佛殿内四周为壁塑五百菩萨，高0.69—0.82米。壁塑分为五至六层，菩萨或驾祥云，或骑异兽，与主像联系照应，浑然一体，造型写实逼真。殿窗台和门两侧还塑有供养人像三十多尊。

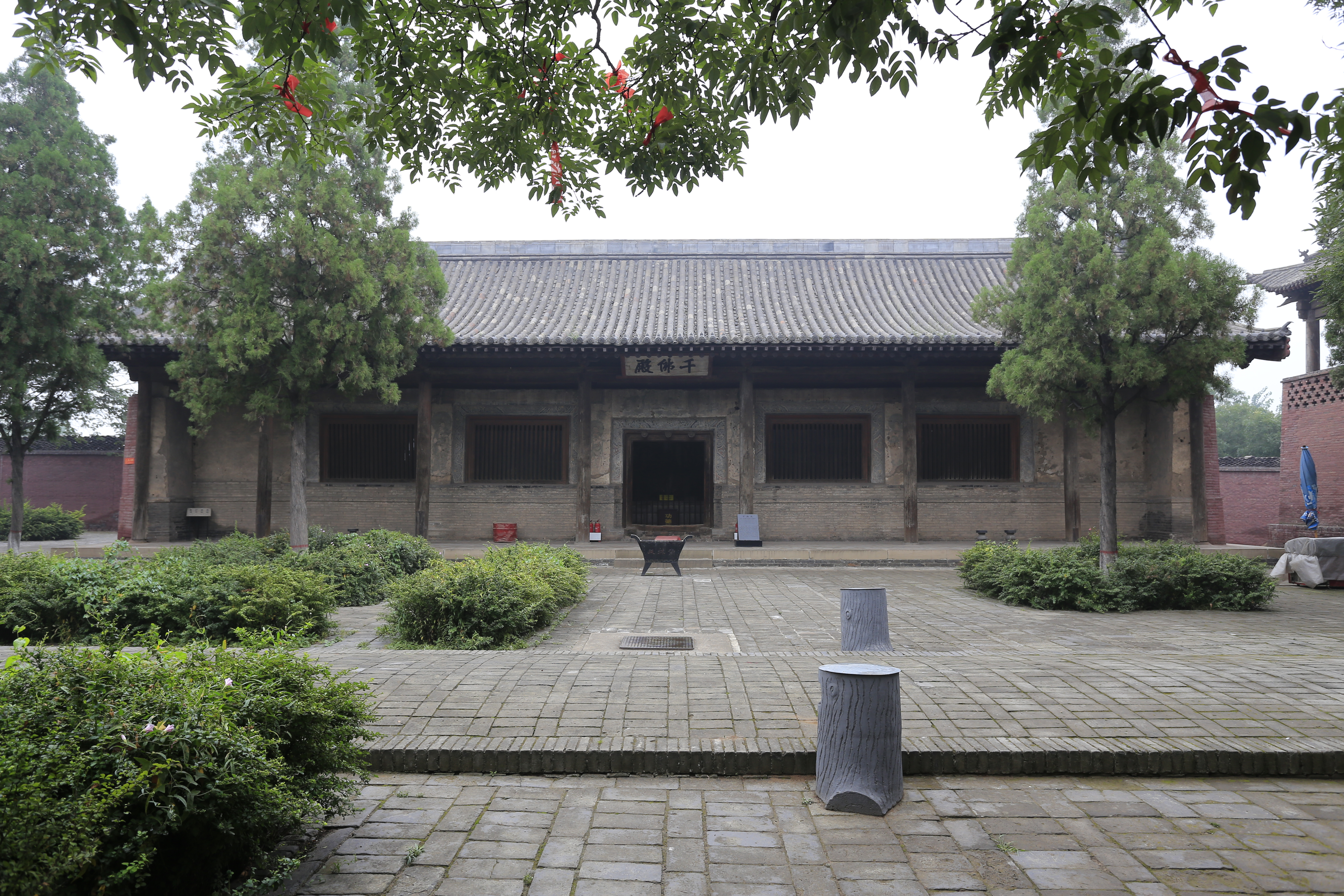
千佛殿
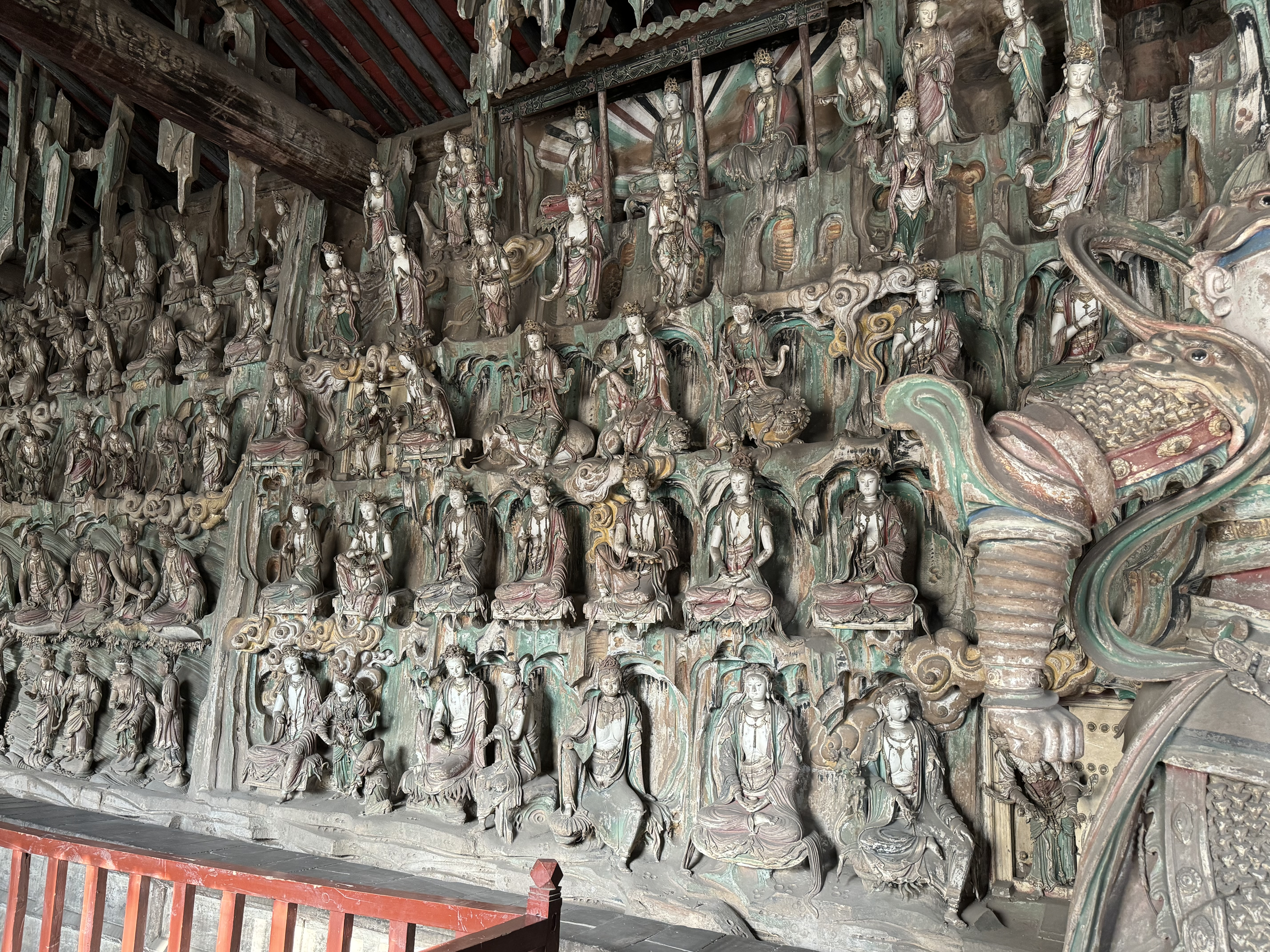
殿东壁左侧塑像
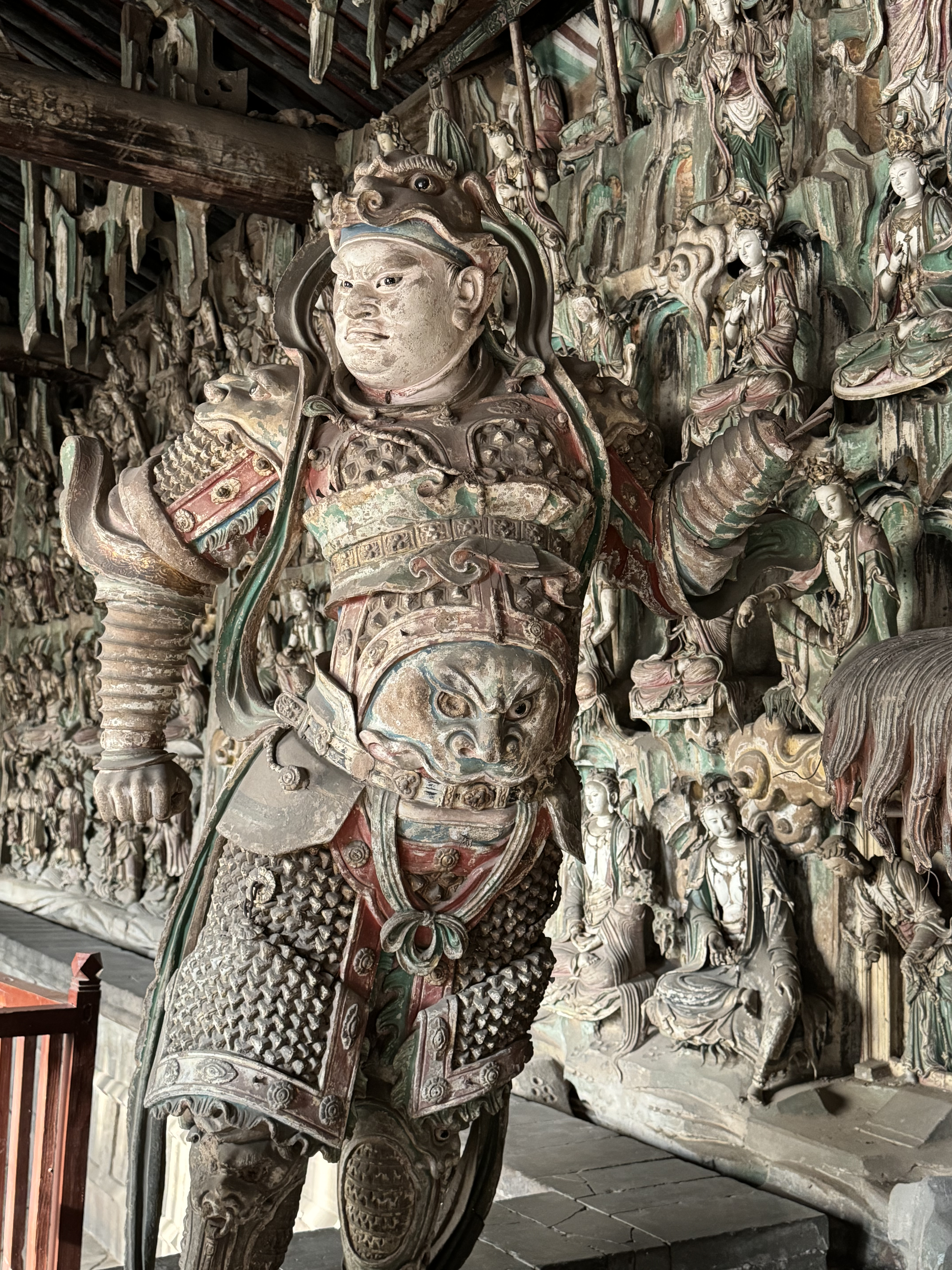
自在观音左侧韦陀
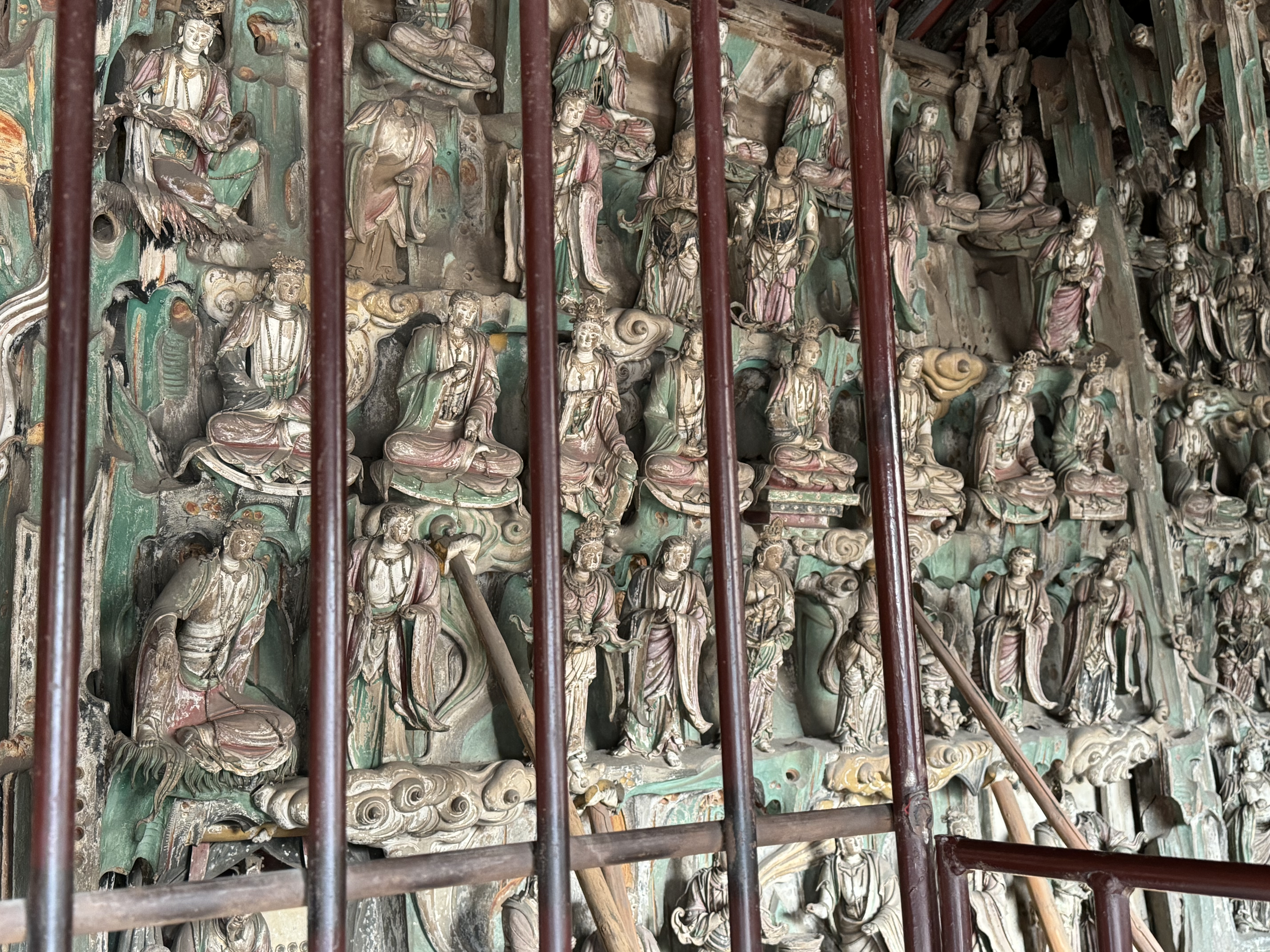
殿东壁右侧塑像

### 菩萨殿
菩萨殿与千佛殿相对，面阔七间25.28米，进深四椽10.01米。殿内主像为二十六臂观世音，高3.45米。观音二侧有帝释和梵天二塑像，高1.78米。殿内四周悬塑四百多菩萨，或骑异兽，或踏祥云。菩萨形象优美，色彩绚丽，生动地描绘了一个理想的菩萨殿堂。千佛和菩萨二殿外檐回廊保存了少量明代壁画，为明天顺五年(1461年)的作品。壁画题材为为善财童子五十参图（《华严经·人法界品》中说善财童子为求佛法，参谒五十三位善知识，其中曾谒观世音菩萨而得到教益）。

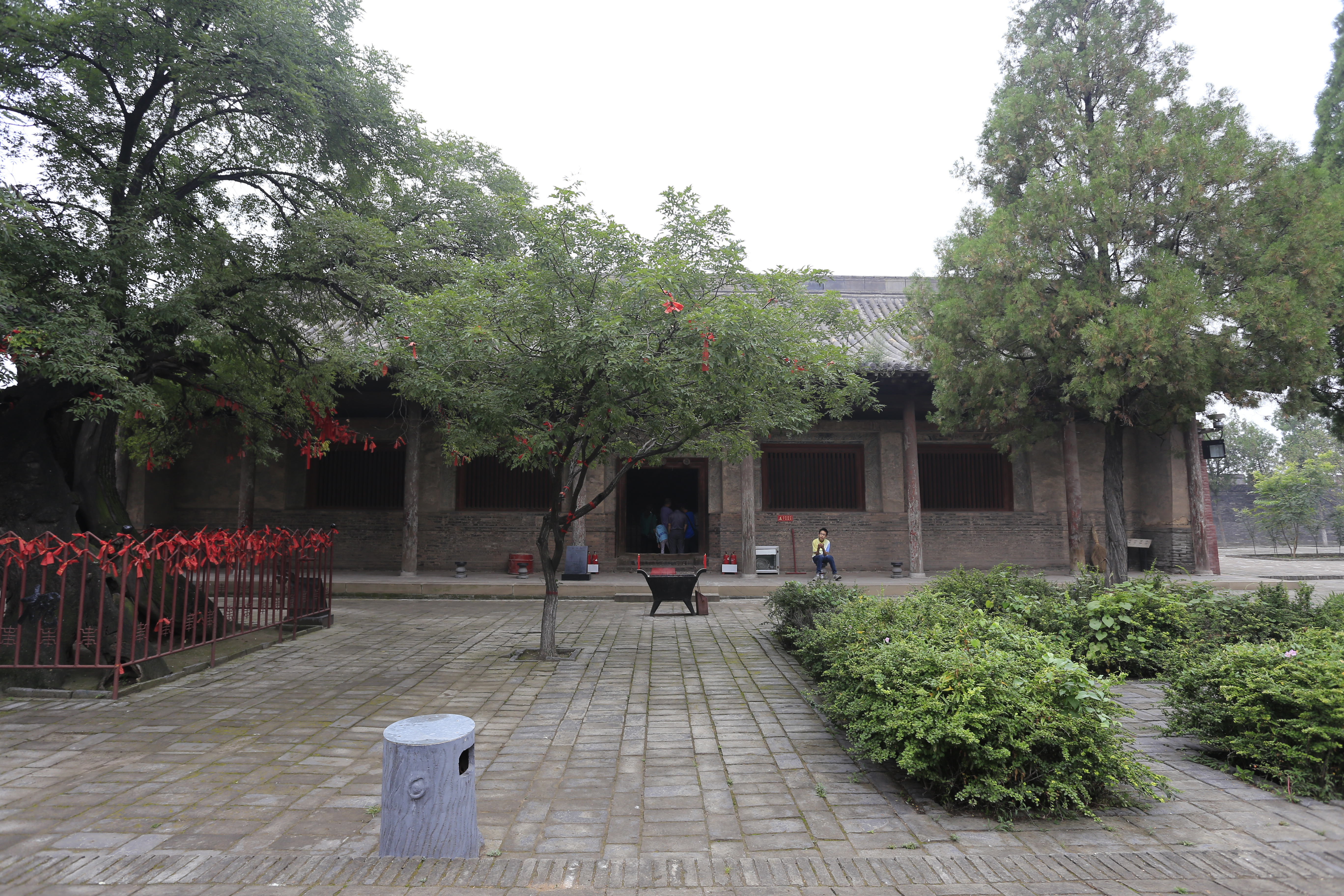
菩萨殿
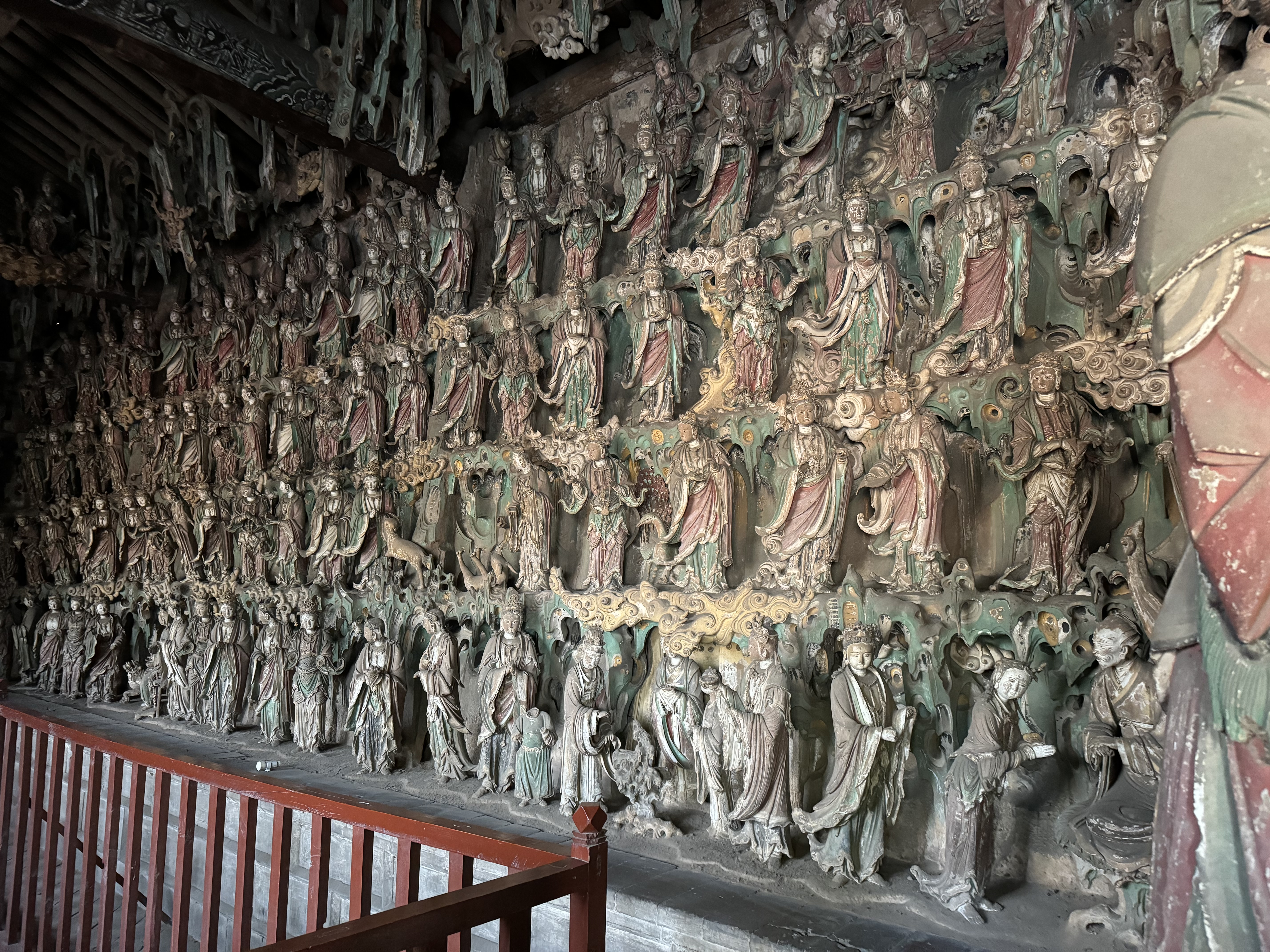
殿北壁左侧塑像
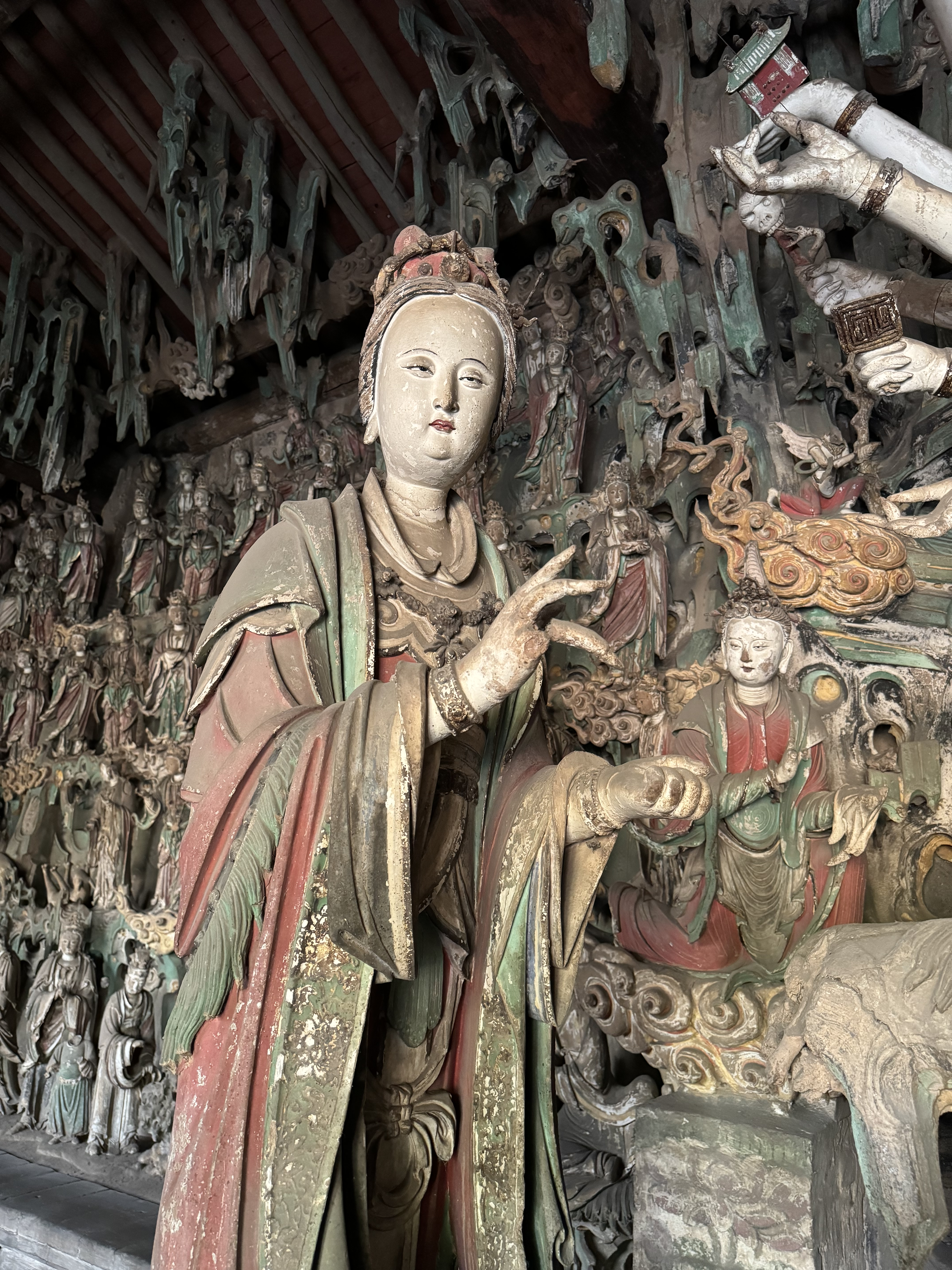
二十六臂观音左侧帝释天
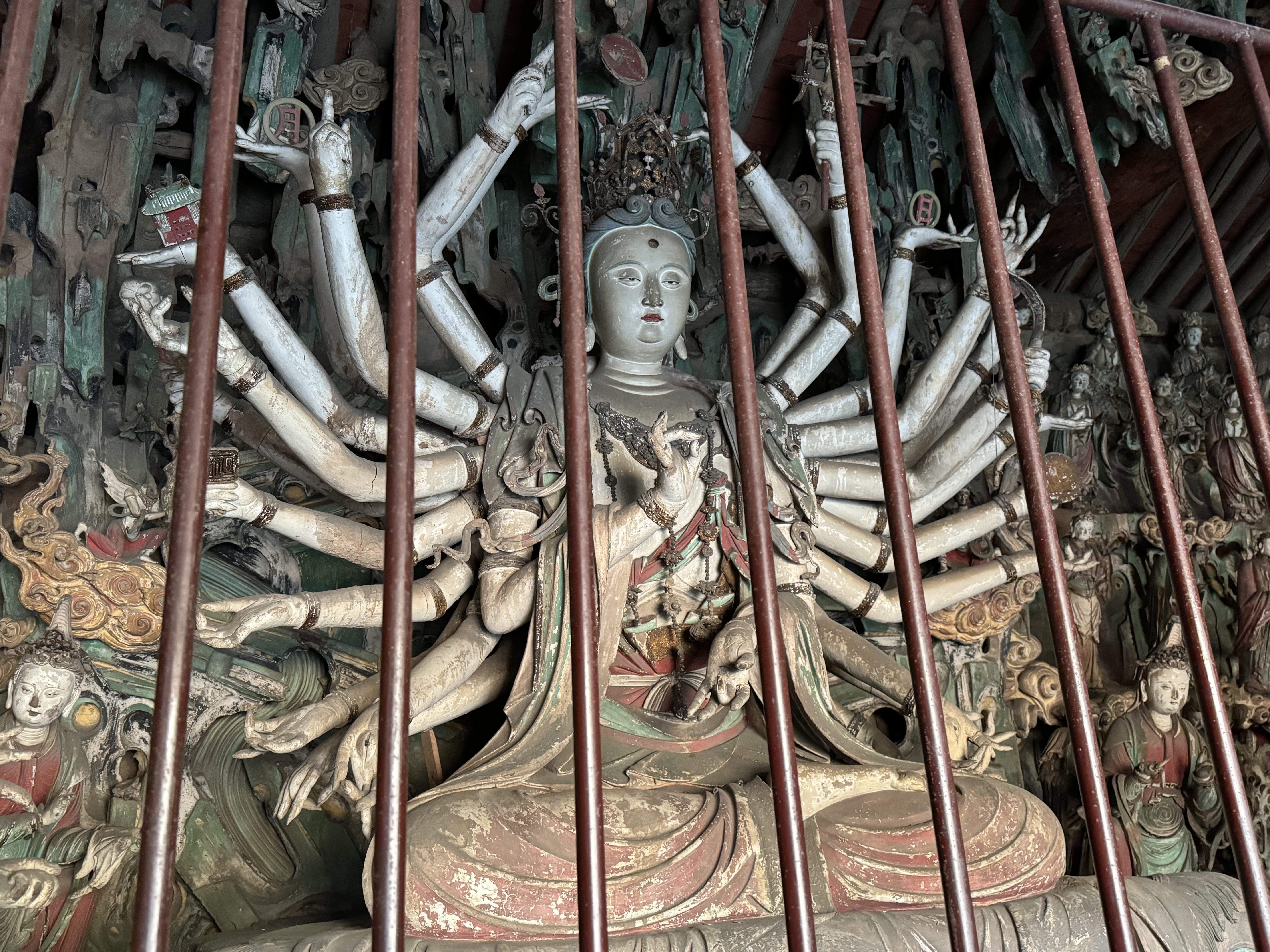
二十六臂观音
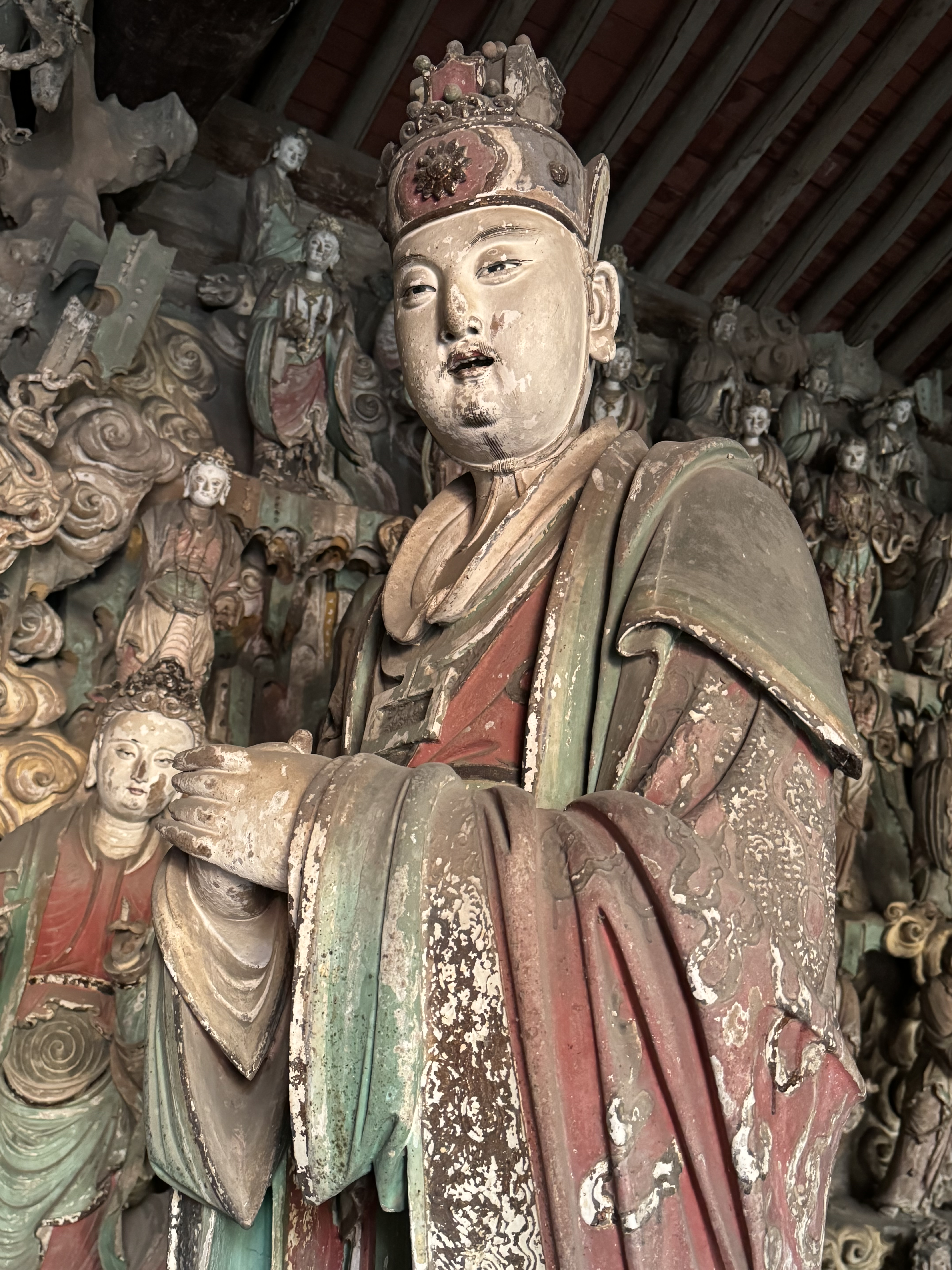
二十六臂观音右侧大梵天
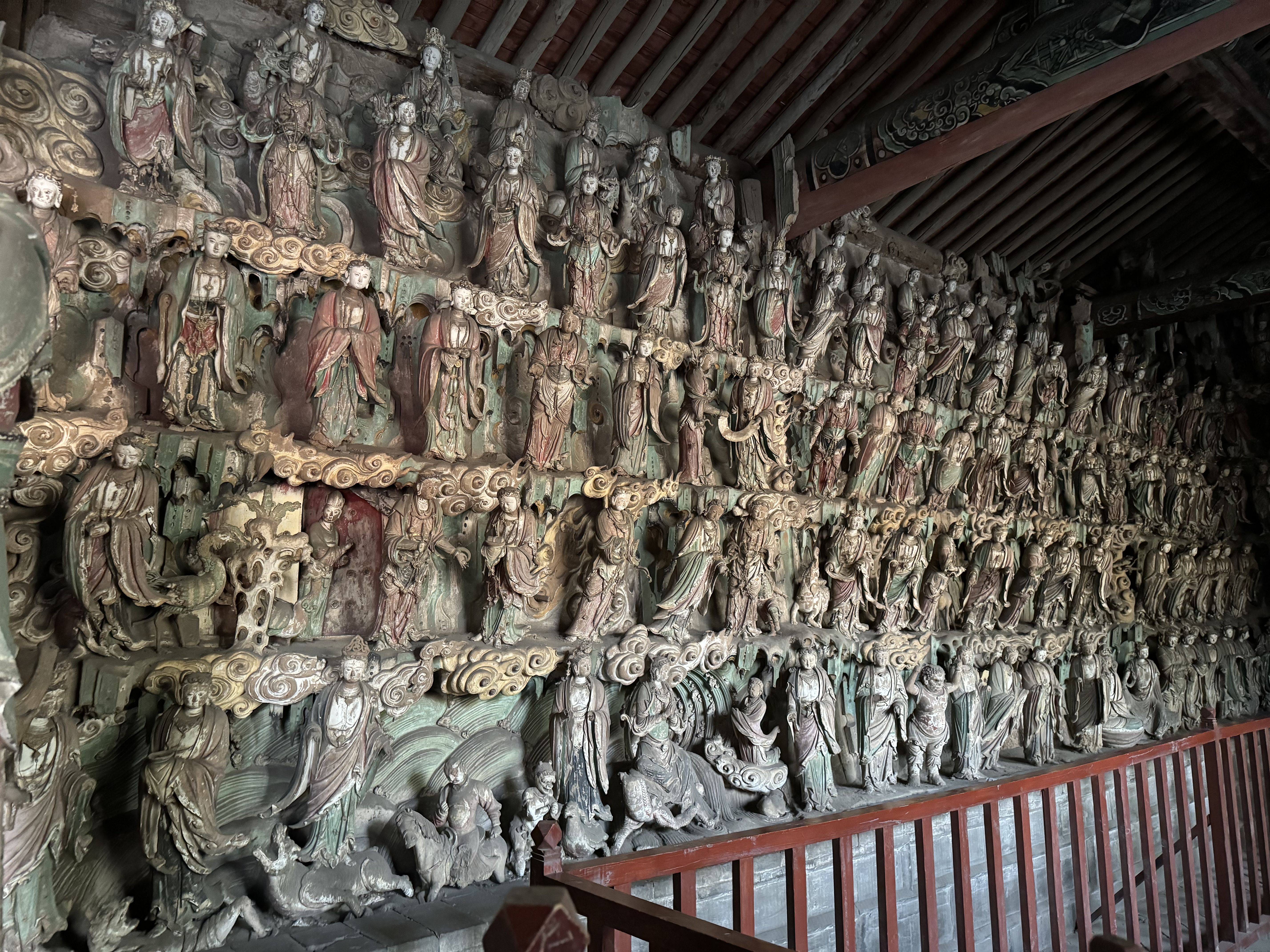
殿北壁右侧塑像

### 大雄宝殿
大雄宝殿是双林寺中最大的建筑，为明初重建。殿歇山顶，面阔五间，进深三间六椽。大殿中心塑三身佛：中心为法身佛“毗卢遮那佛”，东侧（左侧）为报身佛“盧舍那佛”，西侧（右侧）为应身佛“釋迦牟尼佛”。毗卢遮那佛二侧各有一尊胁侍菩萨。三身佛坛前方左右两侧各塑一尊菩萨，左为普贤菩萨，右为文殊菩萨。大雄宝殿塑像风格为金代或明代，清代或民国曾对塑像背光进行了修改，一并重妆了塑像。

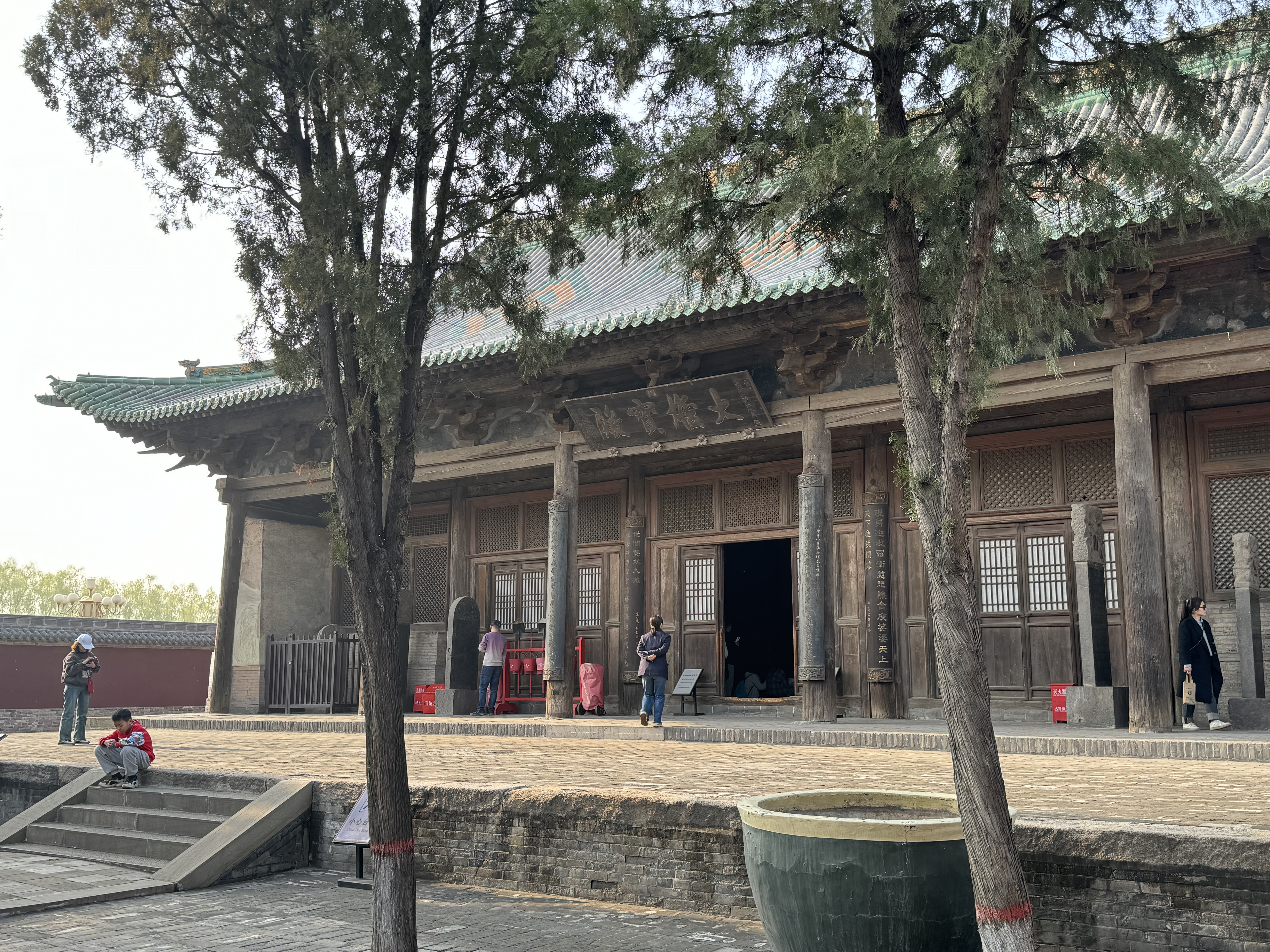
大雄宝殿